# Politique étrangère de la Russie
 (janvier 2021).
La politique étrangère de la Russie porte sur la politique menée par la Russie depuis la dislocation de l'Union soviétique en 1991. Les accords d'Alma-Ata signés par les onze ex-républiques soviétiques créent la CEI et établissent la Russie en tant qu'État successeur de l'Union soviétique aux plans du droit international et de la possession des armes nucléaires. Elle hérite donc du siège permanent au Conseil de sécurité de l'ONU qu'occupait l'URSS.
Sa politique étrangère est largement déterminée par les facteurs constitutifs de la géopolitique de la Russie : héritage laissé aux générations actuelles par l'Empire russe et l'ère soviétique, immensité géographique et rigueur climatique, richesses énergétiques, obsession sécuritaire résultant d'un sentiment d'encerclement et de la diversité ethnique et culturelle du pays, besoin d'affirmer la puissance militaire retrouvée de la Russie à l'extérieur à des fins de politique intérieure.
Déjà amorcé durant le second mandat de Boris Eltsine (de 1996 à 1999) et poursuivi de manière plus significative par son successeur Vladimir Poutine, le redressement de la diplomatie russe, après la période de confusion à la suite du démembrement de l'Union soviétique, s'est surtout basé sur un réalisme politique dont les principales préoccupations se rapportent aux intérêts nationaux de la Russie. La volonté des dirigeants russes de retrouver l'ancien prestige de leur pays comme superpuissance est l'un des points les plus marquants en ce début de XXIe siècle.
Après la chute de l'URSS, la Russie s'est engagée dans plusieurs conflits : guerre civile du Tadjikistan (1992-1997), conflit en Ossétie du Nord de 1992, guerre du Dniestr (1992), première guerre de Tchétchénie (1994-1996), invasion du Daghestan (1999), seconde guerre de Tchétchénie (1999-2009), guerre russo-géorgienne de 2008, guerre du Donbass depuis 2014. Vladimir Poutine a également soutenu Bachar el-Assad dans la guerre civile syrienne en intervenant militairement.

## Histoire de la politique étrangère russe depuis 1991
Pour des articles plus généraux, voir Géopolitique des années 1990 et Géopolitique de l'Europe au XXIe siècle.

### Naissance de la politique étrangère russe actuelle en 2008
La Conception de politique étrangère russe, entérinée et présentée par le président russe Medvedev le 15 juillet 2008, appelle à l'abandon de la mentalité de blocs (« bipolaire ») pour passer à la diplomatie dite « de réseaux » qui s'appuierait sur des formes de participation souple aux structures multipartites. Le document affirme que les alliances militaro-politiques actuelles (allusion à l'OTAN dont l'élargissement vers les frontières russes irrite Moscou) ne sont plus capables de contrer les défis et les menaces « transfrontalières » actuelles.[réf. nécessaire]
Dans une interview diffusée le 31 août 2008 par les chaînes russes de télévision, Dmitri Medvedev a détaillé les « cinq principes » fondateurs de la politique étrangère russe :
1. La « primauté » du droit international ;
2. La « multipolarité » du monde ;
3. Le désir « d'éviter les conflits et l'isolement » ;
4. La « défense de la vie et de la dignité des citoyens russes où qu'ils se trouvent ; protection des entrepreneurs à l'étranger » ;
5. La reconnaissance par la Russie de « zones d'intérêts privilégiés ».

Cette doctrine se veut une réaffirmation de la puissance de la Russie à deux égards. D'un côté, elle fait valoir à l'Occident, particulièrement l'OTAN, qu'elle a retrouvé ses allures de superpuissance et qu'elle n'acceptera désormais plus qu'on lui dicte les conditions de conduite. La Russie ne supportera plus qu'on fasse fi de son opinion et de ses intérêts stratégiques, comme ce fut le cas avec les rondes répétées d'élargissement de l'OTAN (à la Pologne et à la République tchèque en 1998, puis à l'Europe centrale et orientale ainsi qu'aux pays baltes en 2004) ou, plus récemment avec la reconnaissance de l'indépendance du Kosovo en février 2008. Ainsi, elle utilise tous les mécanismes de pression qui sont à sa disposition pour contraindre les États-Unis d'abandonner leur projet d'installation de radars anti-missiles en Pologne et en République tchèque ou pour contrer l'élargissement de l'Alliance atlantique à l'Ukraine et à la Géorgie. De l'autre côté, elle envoie un avertissement clair aux anciennes républiques soviétiques qu'elle n'hésitera pas à utiliser la force pour défendre les Russes (ethniques ou naturalisés) et ses intérêts stratégiques dans ce qu'elle appelle l'« étranger proche » (comme dans le cas de l'Ossétie du Sud, de l'Abkhazie ou de la Transnistrie).

### Incertitudes économiques (depuis la fin de 2008)
La crise économique mondiale née aux États-Unis, en 2008, annonce une baisse de la consommation mondiale d'hydrocarbures. Ceci entraîne une baisse des cours des matières premières stratégiques, et sans doute un coup de frein pour longtemps à la croissance russe. La participation de la Russie à la deuxième guerre d'Ossétie du Sud a également renforcé la méfiance des puissances occidentales.
Premières conséquences de la crise :
- Un krach brutal de la place financière de Moscou, en particulier des valeurs phares.
- Une baisse des recettes budgétaires de l'État, donc de ses capacités d'investissement.
- Une baisse rapide du taux de change rouble qui s'est considérablement dévalorisé vers la fin de l'année, ce qui pousse les experts à prédire la poursuite de la politique de « dévaluation progressive » de la monnaie nationale.
- Une baisse lente des énormes réserves de la banque centrale qui soutient la monnaie, le système bancaire et les entreprises stratégiques.
- Une hausse du chômage.
- Une réduction drastique de la production dans divers secteurs industriels.

La crise mondiale pourrait entraîner une dégradation générale des indicateurs macroéconomiques du pays, ce qui aurait comme conséquence une marge de manœuvre réduite dans sa politique économique et que ses ambitions géostratégiques et militaires seront plus modestes.
Pour l'heure, l'exécutif russe s’attelle principalement à soutenir l'économie réelle en prônant une politique interventionniste, limite protectionniste en s'appuyant sur le service fédéral anti-monopole pour favoriser la demande intérieure avec l'action contre la société Mechel en juillet 2008 ainsi qu'avec une forte hausse de la taxation à l'importation de véhicules étrangers à partir de 2009.
Par contre, disposant d'un important levier financier par l'entremise d'un fonds de stabilisation issue des recettes des hydrocarbures (173,2 milliards de dollars US au 1er décembre 2008), le gouvernement russe multiplie les actions interventionnistes auprès des entreprises privées, jusqu'à en prendre le contrôle, renforçant ainsi les participations de l'État dans les secteurs économiques clés.

### Du Kosovo à l'Ossétie du Sud (2008)

Pays reconnaissant le Kosovo

Le 17 février 2008, le Kosovo proclama son indépendance de la Serbie. Les États-Unis, ainsi qu'une dizaine d'autres pays européens, ont immédiatement reconnu la nouvelle république indépendante et le Conseil de sécurité de l'Organisation des Nations unies se réunit en urgence à la suite de l'appel de Moscou dès le lendemain pour examiner la question, gelée depuis 1999. Durant la session, un seul des 15 États membres du Conseil de sécurité, la Russie, demanda que l'ONU déclare la proclamation « nulle et non avenue ». À la suite de l'échec de la réunion pour Moscou, la Russie a déclaré qu'elle « se sentait autorisée d'entretenir des relations avec les États autoproclamés » malgré les menaces de l'Union européenne de ne pas considérer le Kosovo comme un précédent pour d'autres pays, avant de condamner officiellement l'indépendance de la république albanaise. En effet, le même jour, les provinces sécessionnistes géorgiennes d'Ossétie du Sud et d'Abkhazie se réveillèrent et demandèrent une nouvelle fois à la Russie de reconnaître leur indépendance en vue d'une prochaine union fédérale des trois entités. Mais les alliés des États-Unis continuaient progressivement à reconnaître l'indépendance du Kosovo. Au 19 mai 2009, 60 pays de la Communauté internationale reconnaissaient le nouveau pays, le dernier en date étant le Bahreïn.
Les problèmes se transmirent du Kosovo en Géorgie dès le mois suivant. En effet, le 6 mars 2008, en réponse à la reconnaissance de l'indépendance de la région autonome serbe par les États-Unis, la Russie se retira du concert des pays de la CEI qui imposaient des sanctions économiques à la province sécessionniste géorgienne d'Abkhazie depuis 1996. Certains pays, comme la Suède, condamnèrent l'acte et le chef de la diplomatie suédoise Bildt déclara que l'acte de Moscou « pouvait être considéré comme une annexion de facto ». La même déclaration fut également issue par le secrétaire général de l'OTAN Jaap de Hoop Scheffer alors que le président russe Dimitri Medvedev reconnaissait les demandes de coopération économique entre les marchés abkhazes et russes de Soukhoumi. La crise russo-géorgienne se dégrada d'un cran le 20 avril quand un drone de reconnaissance géorgien de conception israélienne fut abattu au-dessus de l'Abkhazie.
Parallèlement, durant le 20e Sommet de l'OTAN qui se tint à Bucarest du 2 au 4 avril, l'Ukraine se trouva enrôlée dans le conflit des géants quand, le dernier jour de la réunion, la question sur le Plan d'action pour l'adhésion à l'Alliance nord-atlantique fut proposé à Kiev et à Tbilissi. La Russie (dont le Premier ministre était présent à la réunion) s'y opposa sur le champ et les relations entre Moscou et l'OTAN se dégradèrent énormément. C'est à cette période que la crise des drones s'aggrava en Abkhazie et que les accidents frontaliers entre l'Ossétie du Sud et les territoires encore contrôlés par Tbilissi se firent de plus en plus dangereux. Le 16 mai 2008, le service de contre-espionnage russe (le FSB) captura deux citoyens russes d'origines géorgiennes, Ramzan Tourkochvili et Zelimkhan Khangachvili, inculpés d'espionnage pour le compte du SSID (services secrets géorgiens) et d'être derrière les évènements meurtriers de 2004 en Ciscaucasie. Le ministère de l'Intérieur géorgien renia les allégations de Moscou mais les deux ne furent jamais libérés. La situation s'envenima encore une fois en juin, quand la Russie envoya des troupes en Abkhazie, officiellement pour protéger les chemins de fer de la région.

### La deuxième guerre d'Ossétie du Sud (août 2008)
Malgré les attentes, la crise devint nettement plus importante en Ossétie du Sud qu'en Abkhazie au cours de l'été 2008. Tout au long du mois de juillet, des incidents frontaliers firent plusieurs morts des côtés géorgien et sud-ossète, tandis que la Russie se préparait indirectement à la guerre, notamment en envoyant des menaces à Tbilissi. Cela mena à une ouverture totale des hostilités de la part de la Géorgie le 7 août et confirmé par le rapport de l'Union européenne.
D'après des témoignages inédits de la part de certains soldats qui avaient combattu en Géorgie (mais contredits par le gouvernement russe et depuis lors vérifiés), la 58e armée russe, basée à Vladikavkaz (Ossétie du Nord), entra en alerte dès ledit 7 août et commença à pénétrer en grand nombre dans la province séparatiste après une attaque géorgienne. Durant la nuit suivante, les combats aériens débutèrent. Des quartiers entiers de Tskhinvali, capitale de l'Ossétie du Sud, furent détruits, non seulement par les tirs géorgiens mais aussi par les bombardements russes. Bientôt, le gouvernement sécessionniste dut se réfugier à Djava, dans le Nord du pays, mais les troupes russes réussirent à reprendre contrôle de la situation. Le lendemain, un nouveau front fut ouvert, en Abkhazie.
L'armée géorgienne se retrouvait désormais terrassée. Malgré les appels de l'Occident, la Russie continua son avancée dans le Caucase et frappa des objectifs près des principales villes de la Géorgie, dont Zougdidi, Borjomi, Senaki et d'autres. Gori, à une trentaine de kilomètres de Tbilissi, fut occupée, et ce jusqu'à l'intervention de l'Union européenne, représentée par Nicolas Sarkozy. Au 12 août, la guerre était de jure finie après que l'Ossétie du Sud, l'Abkhazie, la Russie et la Géorgie eurent signé le plan de paix Sarkozy-Medvedev. Toutefois, les troupes russes étaient toujours présentes en Géorgie en octobre de la même année. Mikheil Saakachvili avait clairement perdu la guerre et près de 20 % de son territoire, désormais aux mains des séparatistes.
Le 14 août 2008, à la suite des affrontements avec la Russie, le Parlement de la Géorgie a voté son départ de la CEI. Le même jour, la mission CIPKF et JPKF de maintien de la paix de la CEI se sont donc achevées de facto depuis le retrait de la Géorgie de l'organisation. La Russie a envoyé des troupes régulières en Abkhazie et en Ossétie du Sud pour remplacer les forces collectives de maintien de la paix de la CEI.
Le 15 août 2008, l'Ukraine et la Moldavie évoquent l'éventuelle dénonciation des accords constitutifs de la CEI. Cependant, aucune mesure concrète n'a été entreprise dans ce sens.
Les leaders d'Ukraine, de Pologne, de l'Estonie, de la Lituanie et de la Lettonie avaient déjà rendu visite à Saakachvili durant la guerre à Tbilissi, et la secrétaire d'État Condolezza Rice, suivi par le vice-président américain Dick Cheney, se rendirent à leur tour dans le Caucase. Tbilissi brisa toutes ses relations avec Moscou, qui reconnut l'indépendance de l'Abkhazie et de l'Ossétie du Sud le 26 août. Les premières relations entre les républiques autoproclamées et un pays de la communauté internationale, la Russie, furent fondées quatre jours après l'indépendance. La Russie fut, par la suite, suivie du Nicaragua (le 5 septembre 2008),, du Venezuela (le 10 septembre 2009) et du Nauru (le 15 décembre 2009). Le monde entier ressortit choqué de la crise explosive dans le Caucase. L'OTAN rompit ses relations diplomatiques formelles avec Moscou à la suite de la guerre et l'on retrouvait désormais le spectre d'un monde bipolaire, dirigé par Washington, d'un côté, et Moscou, de l'autre.

### Guerre en Ukraine (2014-2022)
En 2014, le président ukrainien soutenu par le Kremlin : Viktor Ianoukovitch doit fuir à la suite des évènements de la place Maïdan, en réaction à son refus de signer un accord d'association avec les pays de l'Union européenne, comme cela lui a été demandé par Moscou. En réaction a ces évènements, des milices pro-russes s'emparent de la péninsule de Crimée, province ukrainienne, soutenues par des militaires agissant sans bannière ni insigne accusés par le pouvoir ukrainien d'être commandés par la Russie. À la suite d'un référendum sans aucun observateur international et non reconnu par la communauté internationale, la Crimée rejoint la fédération de Russie. En parallèle à ces actions en Crimée, des groupes séparatistes pro-russes déclarent des républiques indépendantes dans le Donbass. En réaction à ce nouveau conflit des accords sont cherchés avec les accords de Minsk-I, arbitrés par la Biélorussie mais échoue une première fois, voyant la signature d'un second traité : Minsk-II, cette fois-ci sur l'impulsion de la France et de l'Allemagne mais sans résultat, laissant un conflit sans réelle résolution.
À la suite des agissements russes, plusieurs sanctions économiques et politiques sont prises par l'Union européenne et les Etats-Unis notamment, dont la plus marquante est l'exclusion de la Russie du G8, devenu G7.
Le 24 Février 2022, alors que l'Ukraine a l'intention de rejoindre l'OTAN, la Russie lance une attaque contre l'Est du pays. En réaction à cette offensive, de nombreux pays dont les Etats-Unis, la Suisse ou l'Union européenne renforcent leurs sanctions. L'une des sanctions les plus marquantes est la suspension du projet de gazoduc Nord Stream-2 par l'Allemagne.

## La Russie, une grande puissance

### Puissance militaire

Emblème des Forces armées de la fédération de Russie.

Avec 1 140 000 militaires dans le service actif et 2 000 000 réservistes, les Forces armées de la fédération de Russie sont la quatrième plus grande armée du monde, pour un budget estimé à 70 milliards de dollars en 2008.
La doctrine militaire des forces armées de la fédération de Russie est l'héritière d'une réforme datant de l'URSS, organisée par Mikhaïl Frounze. Celui-ci a lancé une série de réformes essentielles pour l'Armée rouge. Il est partisan d'une organisation militaire permanente, unique moyen de mener les guerres de mouvement offensif que les « spécialistes », comme le chef de l'état-major général de l'Armée rouge, Toukhatchevski proposent de mettre sur pied en prévision d'éventuelles agressions extérieures.
La nouvelle doctrine militaire russe, adoptée en 2000, multipliant les références à la crise du Kosovo, évoque abondamment l’ensemble des facteurs qui ont provoqué la dégradation des perceptions que les responsables russes ont de l’Occident. Néanmoins, la Tchétchénie et les instabilités dans la périphérie Sud de la Russie sont également présentes dans la doctrine. Et différents éléments, dans ce texte comme dans la politique aujourd’hui mise en œuvre par le Kremlin, permettent de relativiser l’idée selon laquelle la Russie est revenue à des postures anti-occidentales.
Grâce au redressement économique des dernières années et aux excédents budgétaires sans précédent, le gouvernement russe accélère le renouvellement de l'arsenal militaire du pays, et ce dans tous les domaines concernés : de l'aviation stratégique aux nouveaux systèmes balistiques et de défense anti-missile (notamment les missiles S-400, sans doute les systèmes de DCA à long rayon d'action le plus performant actuellement; les missiles Topol-M et Bulava à la mise en orbite de la constellation des satellites de positionnement global.

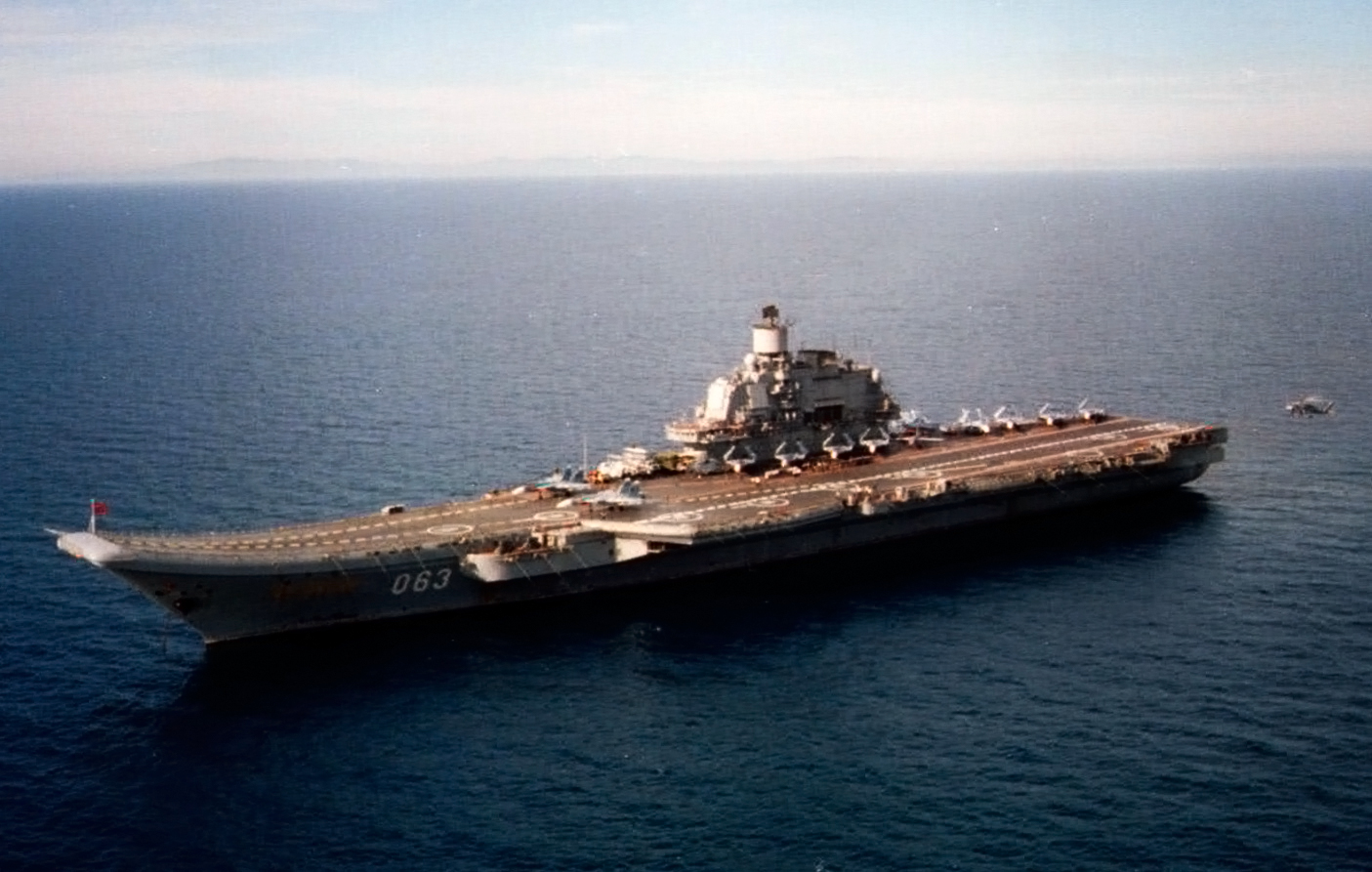
LAmiral Kuznetsov, le seul porte-avions russe.

Le budget de la défense de la fédération de Russie est en hausse sous la présidence Poutine. Cependant, l'opacité de l'attribution des fonds de la défense fut critiquée. La deuxième guerre d'Ossétie du Sud a montré une armée russe moins hétéroclite qu'en Tchétchénie : des unités entières disciplinées et bien équipées, des conscrits bien entraînés, mais sans soutien d'hélicoptères. Cependant la récente guerre contre la Géorgie a relevé de nombreuses lacunes, tant sur le plan de l'utilisation de matériel obsolète que vis-à-vis de la doctrine calquée sur le modèle soviétique.
De plus, les problèmes de l'armée restent nombreux : détournement d'une partie du budget (corruption), utilisation d'un matériel obsolète dont la masse peine à être remplacée, difficultés de mobilisation des conscrits dans une armée réputée par la violence de ses « bizutages », mais surtout pour ses solutions de communication ainsi que ses moyens de combats de nuit inadaptées aux besoins militaires de l'après-guerre froide.
Depuis 2005, la doctrine militaire est en cours de révision sous l'autorité du général Makhmout Gareev. Les menaces ne seraient plus les armées contre-révolutionnaires mais :
- L'instabilité de certains États déchirés par des conflits ethniques ;
- L'aventurisme militaire des États-Unis à la recherche de ressources énergétiques.

#### Poliltique d'influence
Sous la présidence de Vlaimir Poutine, la Russie a également cherché à se doter d'instruments d'influence, notamment de médias comme Russia Today (devenue RT) ou encore le financement de partis politiques en Europe occidentale. La milice Wagner, en Afrique notamment, a également permis à Moscou de renforcer sa présence dans plusieurs pays. En Afrique, la Russie, via Wagner ou directement, a recours à de la propagande anti-française, anti-occidentale et pro-russe.

### Puissance nucléaire

Évolution des stocks d'armes nucléaires, entre les États-Unis, l'URSS puis la Russie et la Chine, de 1945 à 2005.

L'industrie nucléaire en Russie est héritière du programme nucléaire de l'URSS. La Russie possède, en conséquence, la totalité de l'arsenal nucléaire soviétique dont le commandement unifié lui a été transféré, en 1991, par le Kazakhstan, l'Ukraine et la Biélorussie. En 2005, la Russie possédait 31 réacteurs de production ce qui la place en 4e position mondiale des pays producteurs d'énergie nucléaire. Par ailleurs, elle possède un nombre très important de sites avec des réacteurs de recherche civils ou militaires, dont environ 109 réacteurs de recherche ou à vocation militaire à l'origine.
La Russie est l'un des cinq pays reconnus officiellement par le Traité de non-prolifération nucléaire comme possédant l'arme nucléaire. Elle possède d'ailleurs le plus vaste arsenal nucléaire au monde avec plus de 16 000 têtes nucléaires, dont 5 830 sont opérationnelles.

### Réseaux aérien, ferroviaire et maritime russes
La flotte de pêche de Russie est la plus grande au monde et opère dans le monde entier.
Depuis la réorganisation de la compagnie soviétique Aeroflot, qui avait la plus importante flotte aérienne du monde, 70 compagnies gouvernementales et privées ont été créées.

## Division du monde entre étranger «proche» et étranger «éloigné»
La doctrine militaire et géostratégique russe divise le monde en deux catégories distinctes : l'étranger « rapproché » ou « proche » (les anciennes républiques soviétiques, sauf les États baltes) et l'étranger « éloigné » (le reste du monde). Selon certains analystes, la doctrine russe intègre également implicitement le concept de la « sphère d'influence russe », repris dans le concept d'étranger « proche ».
- États membres ;
- Membres n'ayant pas ratifié le statut de la CEI[N 4] ;

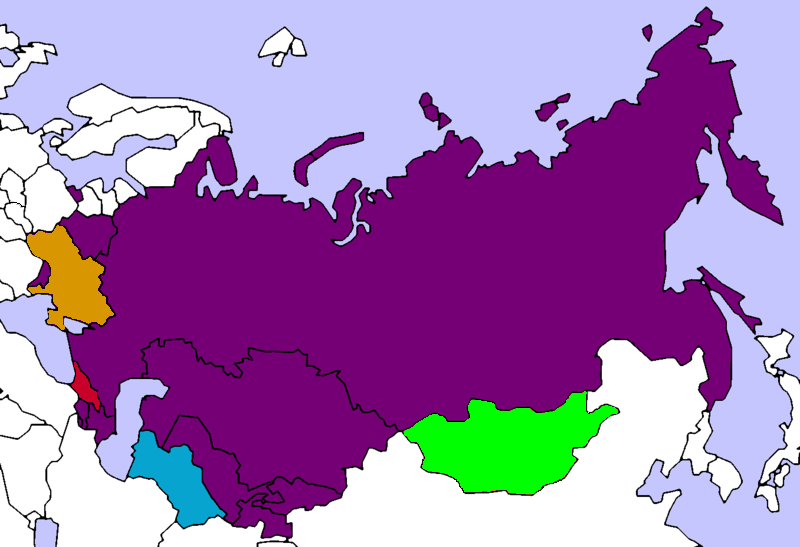
États membres ;
Membres n'ayant pas ratifié le statut de la CEI ;
Membres associés ;
États observateurs ;
Anciens membres.

Les anciennes républiques de la défunte URSS, surtout celles membres de la CEI, occupent une place centrale dans la reconstruction de la politique internationale russe. Le but primordial de la nouvelle doctrine géostratégique russe relève d'une tentative de reconquête de l'influence prédominante dans cet espace géopolitique, depuis toujours considéré comme une zone d' « intérêt vital », ainsi qu'une limitation de l'influence de l'OTAN, par laquelle d'autres puissances ont pu créer des liens plus ou moins forts avec d'anciens alliés russes : les États-Unis et l'UE d'une part, concurrents dans une défense de leurs intérêts politico-économiques, et l'islam, d'autre part, force d'influence politico-religieuse essayant d'opérer un retour au sein des sociétés de l'Asie centrale et de l'Azerbaïdjan[réf. nécessaire].

## Relations avec l'étranger «proche»

Drapeau de la CEI.

Dans le cadre de ses relations avec l'« étranger proche », la Russie a participé à la création de la CEI, en 1991 en collaboration avec la Biélorussie et l'Ukraine. De nos jours, la CEI regroupe dix des quinze ex-républiques soviétiques (seuls les trois États baltes, la Géorgie et l'Ukraine n'en sont pas membres).
D'abord élaborée dans l'objectif d'instaurer une intégration économique telle que l'UE, la CEI est devenue essentiellement une enceinte de dialogue entre pays de l'ex-URSS, disposant d'un contenu économique limité : de nombreux accords bilatéraux de libre-échange ont toutefois été signés entre les membres. Des accords concernant des politiques extérieures ou de défense communes sont également fréquents au sein de cette organisation.

### Défense des minorités russes dans l'ex-URSS

Le monde russophone.

Les plus grandes diasporas russes vivent dans les anciens États soviétiques, comme l'Ukraine (environ 8 millions), le Kazakhstan (environ 4 millions), la Biélorussie (environ 1 million), l'Ouzbékistan (environ 700 000), la Lettonie (environ 700 000), le Kirghizistan (environ 600 000) et la Moldavie (environ 500 000). En Biélorussie, au Kazakhstan et au Kirghizistan, la langue russe est l'une des langues officielles. Enfin, le russe est encore très présent dans d'autres pays de l'ancien bloc soviétique comme l'Arménie.
Depuis les années 1990, beaucoup de Russes originaires des anciens territoires soviétiques ont émigré vers la Russie, souvent en fuyant les politiques nationalistes, voire discriminatoires à leur égard. Nombre d'entre eux sont devenus des réfugiés (c'est le cas de certains régions d'Asie centrale et du Caucase, comme en Tchétchénie à l'époque séparatiste), forcés de fuir l'oppression politique, les actes russophobes ou les agressions à l'égard des Russes.
Le gouvernement de la Russie a souvent exprimé son souci au sujet des droits des minorités russes ou russophones dans plusieurs pays, notablement en Lettonie. La Russie octroie par ailleurs relativement facilement les passeports russes aux populations d'origine russe des anciennes républiques de l'URSS (par exemple, en Crimée et en Transnistrie) ou même aux peuples non-russes vivant dans les régions séparatistes (par exemple, en Abkhazie ou en Ossétie du Sud), ce qui lui sert de prétexte pour « défendre les intérêts de ses citoyens à l'étranger », y compris par des moyens militaires (l'intervention russe en Ossétie du Sud et en Abkhazie en 2008, l'envoi de troupes de la mission PKF des forces de maintien de la paix de la CEI en Transnistrie en 1992 et les diverses autres missions des forces de maintien de la paix de la CEI).

### Doctrines économiques dans l'étranger «proche»

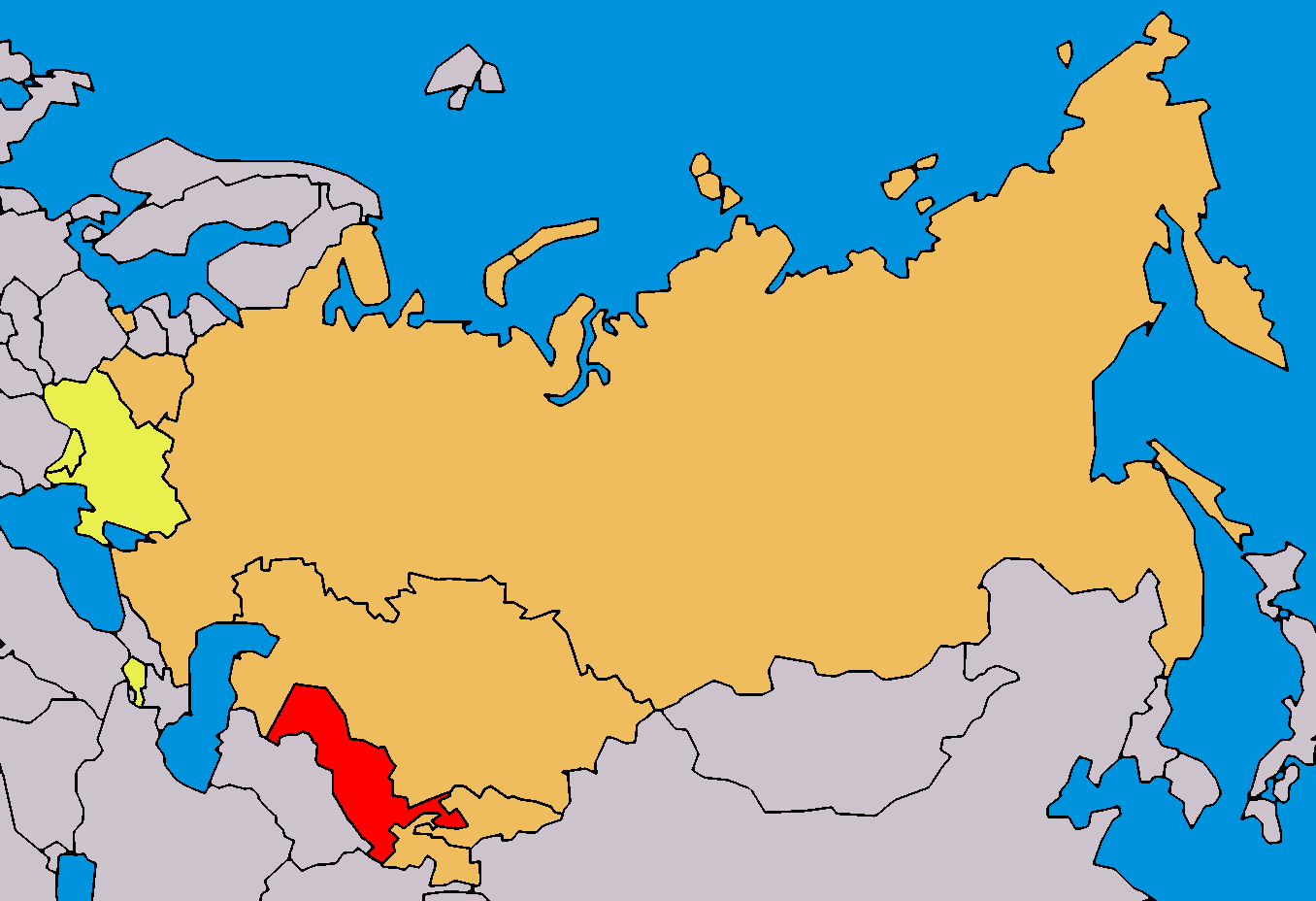
Carte de lEurasec.
États membres ;
États membres auto-suspendus ;
États observateurs.

En 1992, un accord sur le partage de la dette extérieure de l'ex-URSS (notamment Russie : 61,4 %, Ukraine : 16,37 %) est conclu. En 1993, la Russie, la Biélorussie, l'Arménie, l'Azerbaïdjan, le Kazakhstan, l'Ouzbékistan, le Tadjikistan, le Kirghizistan et la Géorgie signent un accord-cadre d'union économique dans le cadre de la CEI (l'Ukraine et le Turkménistan s'y sont associés). En 1994, le Comité inter-étatique économique, première structure supranationale de la CEI, est créé. En 1996, l'Arménie, l'Ukraine, la Russie, le Kazakhstan, la Moldavie, le Tadjikistan et la Géorgie créent un ministère des Finances de la CEI.
En octobre 2000, une nouvelle formation économique, l'Eurasec, a été créée réunissant certains membres de la CEI.
En effet, l'Eurasec s'inscrit dans la poursuite de l'objectif initial de la CEI : la création d'un espace économique commun dans lequel une commission supranationale légifèrerait sur les relations commerciales et tarifaires entre les pays membres, créant ainsi un véritable bloc économique de libre-échange.

### Doctrines militaires par rapport à l'étranger «proche»

Carte de l'OTSC.
Membres ;
Anciens membres.

En 1991, un accord est conclu entre les quatre puissances nucléaires de la CEI (la Russie, l'Ukraine, la Biélorussie et le Kazakhstan) sur l'instauration d'un commandement unique russe des forces nucléaires stratégiques. En 1992, la force collective de maintien de la paix de la CEI est créée à Kiev. Il y a 1 mission de maintien de la paix encore actuellement en cours : la PKF (Transnistrie, Moldavie). Ces missions sont indépendantes de l'OTSC et servent de facto à maintenir une présence russe dans les régions concernées. Des mercenaires de la CEI ont pris part sans le couvert du mandat de maintien de la paix aux guerres d'Ossétie du Sud et du Haut-Karabagh auprès des divers belligérants sans distinction (le camp de la Russie, l'Arménie, le Haut-Karabagh, l'Abkhazie et l'Ossétie du Sud, d'un côté - par exemple, le Kazakhstan et la Biélorussie -, et le camp de la Géorgie et de l'Azerbaïdjan, de l'autre - par exemple, l'Ukraine).
L'Organisation du traité de sécurité collective (OTSC) est une organisation à vocation politico-militaire, créée en 1992, :
Certains experts pensent que l'OTSC serait, à moyen terme, un contre-poids de l'OTAN. Cet état de fait penser à l'opposition entre l'OTAN et le pacte de Varsovie.
En 1995, la Russie, la Biélorussie, l'Arménie, le Kazakhstan, le Tadjikistan, la Géorgie et le Kirghizistan signent dans le cadre de la CEI un traité de défense commune des frontières extérieures avec l'établissement de gardes russes sur leurs frontières. En 2000, la création d'une force d'intervention, ou force de réaction rapide dans le cadre de l'OTSC est décidée par la Russie, la Biélorussie, le Kazakhstan, l'Arménie, le Tadjikistan et le Kirghizistan, son premier élément est créé en 2001 pour l'Asie centrale.

### Relations avec les plus proches alliés

#### Biélorussie
Lors de la dissolution de l'URSS en 1991, la Biélorussie était plus soumise économiquement, énergétiquement et politiquement à la Russie que les autres ex-républiques soviétiques. Malgré le dialogue tendu concernant le prix et les livraisons de gaz (crises gazières de 2006 et de 2007), les relations entre les Russes et les « Russes blancs » sont plus qu'amicales. En effet, depuis 1996, Minsk et Moscou ont formé une union de type confédéral.
Sur le plan militaire, la Russie possède sur le sol biélorusse des bases militaires : la station radar Volga près de Hantsavichy, une station-radar à Baranovitchi et le 43e nœud de transmission de la marine russe à Vileyka. Une garnison de 850 hommes y est également entretenue par Moscou. Le projet d'installation de batteries anti-missiles américaines en Pologne (aujourd'hui abandonné) a été suivi par l'évocation de Moscou de projets divers dont la délocalisation des missiles russes en Biélorussie.
Le 3 février 2009, la Russie et la Biélorussie ont signé un accord pour créer un système commun de défense aérienne. Le même jour Moscou a déclaré qu'elle examinera l'octroi d'un prêt de plusieurs milliards de roubles à Minsk, ainsi que les questions du renforcement de la coopération énergétique avec la Biélorussie.
Des troupes russes sont déployées en Biélorussie début 2022, à proximité de la frontière avec l'Ukraine dans le cadre d'une « préparation au combat ». Les plus importantes manœuvres, du nom de « Détermination de l’union 2022 », doivent se tenir en février 2022. Douze chasseurs Sukhoi Su-35, deux unités de S-400 et une batterie de missiles Pantsir doivent être déployés par Moscou.

#### Arménie
Depuis l'indépendance arménienne en 1991, la Russie voit en l'Arménie un allié sûr. En effet, l'Arménie a toujours maintenu des relations de rapprochement stratégiques avec Moscou, notamment dans le but de pallier le désavantage géopolitique de son enclavement par des voisins hostiles (Turquie, Azerbaïdjan).
Récemment, ses contacts ont été étendus à l'Iran (projet de pipeline) et aux États-Unis (avec la diaspora arménienne). La participation massive de la Russie à la vie économique arménienne relève d'une volonté d'entretenir une forte présence militaire russe sur le territoire arménien (la Russie y possède la 102e base militaire à Gyumri, d'une base aérienne à Erevan et y entretient une garnison de 5 000 hommes). Erevan représente un facteur important de stabilité en Transcaucasie pour la Russie. Dans ce cadre, Moscou et Erevan ont réaffirmé leur désir de perfectionner la coopération au sein de la CEI et de l'OTSC ainsi que de mettre en œuvre des projets économiques dans les domaines de l’énergie et des transports.

#### Kazakhstan

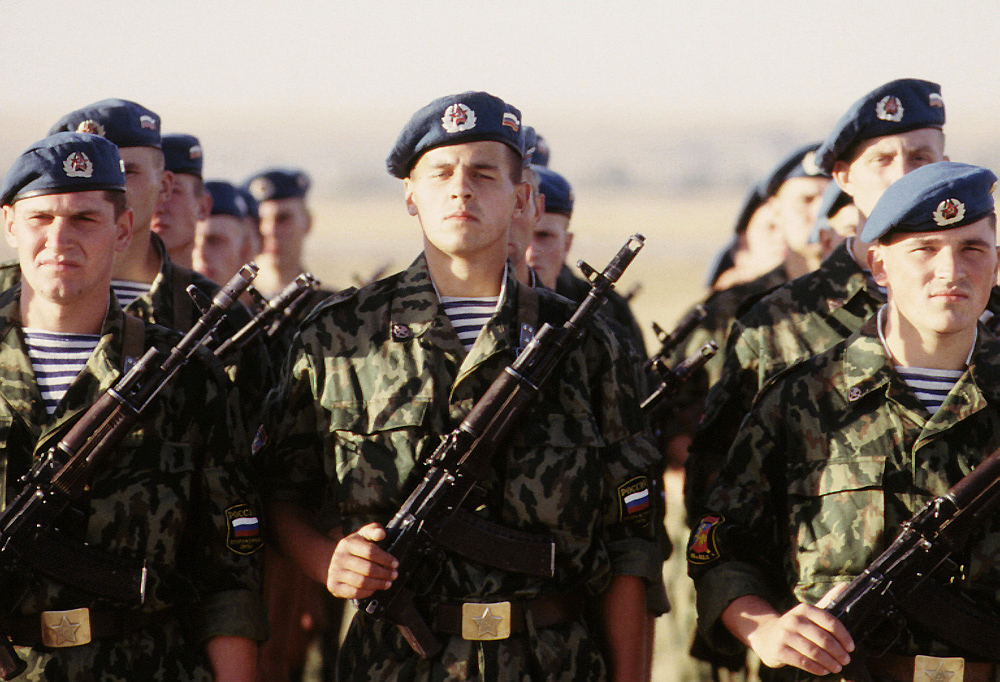
Les vozdouchno-dessantnye voïska ou VDV (« troupes aéroportées ») en manœuvre au Kazakhstan.

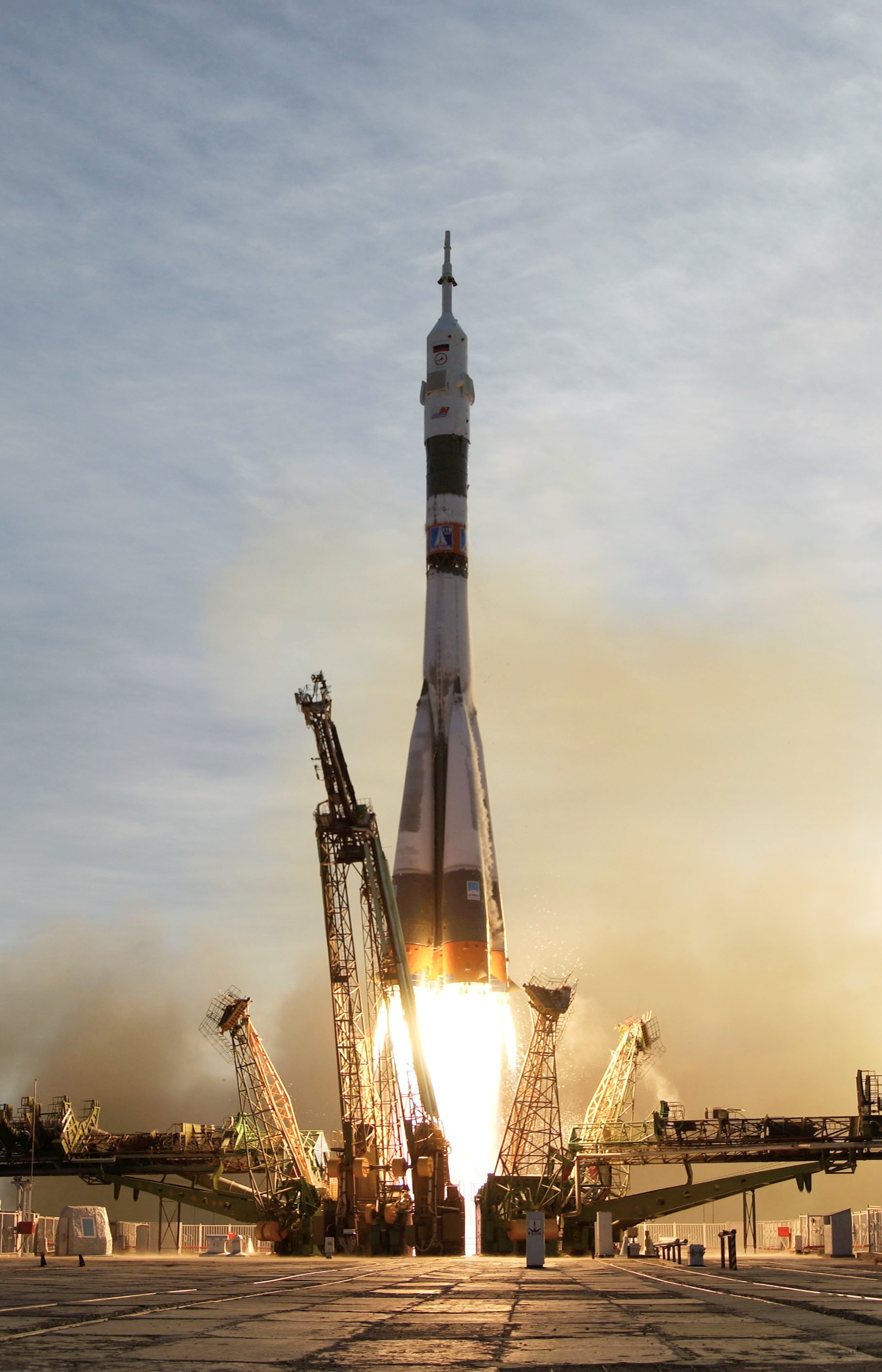
Lancement d'une Soyouz TMA-5 en 2004 à Baïkonour.

Depuis son indépendance en 1991, le Kazakhstan a poursuivi une politique extérieure multidimensionnelle en cherchant à équilibrer de bonnes relations entre ses deux plus grands voisins (Russie, Chine) avec des relations occidentales (UE, États-Unis). L'influence de la Russie est donc relative mais capitale. Le partenariat stratégique entre la Russie et le Kazakhstan a également atteint un très haut niveau dans divers domaines :
- L'aérospatiale ;
- La politique ;
- L'économie (Moscou étant son principal partenaire commercial[N 12], le Kazakhstan et la Russie ont conclu une union économique) ;
- L'énergie[N 13] ;
- La défense ;
- Les transports ;
- La coopération régionale ;
- Les migrations ;
- La prévention et la gestion des situations d'urgence ;
- La recherche ;
- Le domaine technique ;
- Etc.

Sur le plan militaire, la Russie possède des bases militaires au Kazakhstan : le 5e cosmodrome d'essai (rattaché à la base de Baïkonour), un régiment d'aviation indépendant à Koustanaï, une station-radar près du lac Balkhach et le nœud radiotechnique indépendant des Forces spatiales situé au polygone de Sarichagan, à Prioziorsk.

#### Kirghizistan
Depuis l'indépendance kirghize en 1991, la Russie a, d'abord, bénéficié de la croissance économique rapide du pays grâce aux réformes agraires et à l’exploitation de la mine d’or de Kumtor sous le régime mi-démocratique mi-autoritaire d'Askar Akaïev. Cependant, à la suite de la crise financière qui bouleversa la région en 1998 et l'interruption de la croissance économique du Kirghizistan, la régression économique a entraîné une situation unique en son genre lors des attaques du 11 septembre 2001 : deux pays « rivaux » obtiennent l'autorisation d'établir des bases militaires sur le sol kirghiz : les États-Unis (l'établissement d'une force militaire permanente) et la Russie (l'ouverture de plusieurs bases dont la base aérienne de Kant, le centre d'essai d'armement anti-sous-marins basé à Karakol, aux bords du lac Issyk Kul, la réactivation d'une station-radar dans la région de Tchouï et l'entretien d'une garnison de 700 soldats russes).
Après la révolution des Tulipes de 2005, qui a détrôné le président Akaïev, soutenu par la Russie, au profit de Kourmanbek Bakiev, les relations avec le pays ont connu les hauts et les bas. Si au départ, le Kirghizistan a annoncé le 3 février 2009 la fermeture prochaine de la base aérienne américaine de Manas, décision ardemment souhaitée par Moscou (qui lui a octroyé un crédit de 2 milliards de dollars) et la réactivation d'une station-radar dans la région de Tchouï au profit de la Russie, Bakiev a, par la suite, retiré son engagement concernant la base de Manas, ce qui aurait provoqué le mécontentement de Moscou.
Le 7 avril 2010, un soulèvement populaire a abouti au renversement du pouvoir à Bichkek et à la fuite de Bakiev. Le Premier ministre russe Vladimir Poutine a été le premier dirigeant du monde à reconnaître le nouveau pouvoir, alimentant les soupçons sur le rôle de Moscou dans les troubles ayant entraîné la chute de Bakiev. Roza Otunbaeva, ancienne ministre des Affaires étrangères, occupe depuis la chute du régime Bakiev le poste de chef du gouvernement provisoire ; la tenue d'élections présidentielles étant prévue au mois d'octobre 2010. Otunbaeva est considérée plus proche de Moscou que de Washington.

#### Ouzbékistan
Depuis son indépendance en 1991, l’Ouzbékistan, pays le plus peuplé de la région et visant le leadership régional en Asie centrale, a d'abord opéré un rapprochement avec les États-Unis en les laissant disposer d'une base militaire sur son sol. Mais une insurrection populaire a précipité l'évincement de l'armée américaine du territoire ouzbek.
Le régime autocratique d'Islom Karimov s'est donc, par la suite, rapproché de Moscou, plus « laxiste », en signant un traité stratégique portant sur des questions militaires (la Russie y possède la base aérienne de Karchi-Khanabad), politiques, économiques et commerciales. Abandonnant une politique étrangère se distinguant par la volonté d'autonomie vis-à-vis de la Russie, l'Ouzbékistan renoue un dialogue avec son ancien « grand frère ». Ce virage permet à Karimov de raffermir son pouvoir à l'intérieur du pays ainsi qu'au sein de la CEI, de l'OTSC et de l'Organisation de coopération de Shanghai (OCS). L'Ouzbékistan a également intégré l'Eurasec (2005), mais son adhésion fut suspendue en 2008.
En visite officielle à Tachkent le 23 janvier 2009, le président russe Medvedev a fait part du passage des livraisons du gaz ouzbek aux prix du marché et du financement des nouveaux gazoducs. Le géant gazier russe Gazprom achètera le gaz ouzbek 340 dollars les mille mètres cubes à partir du premier semestre 2009 (contre 140 dollars en 2008). Tachkent livrera 31 milliards de m3 à la Russie en 2009. Les liens économiques se renforceront également dans le domaine de l'aéronautique, le constructeur des Iliouchine-76 cargo ouzbek TAPOiTCh va probablement intégrer la nouvelle holding d'aviation russe.[réf. nécessaire]

#### Tadjikistan
Lors de l'indépendance tadjike en 1991, une longue guerre civile (1992-1997), dans laquelle les communistes et les islamistes se sont affrontées, a empêché la prospérité économique. En 1993, afin de préserver la stabilité interne du pays et freiner le trafic de drogue depuis l'Afghanistan vers l'Europe, la Russie a signé un traité avec le Tadjikistan par lequel lui est confiée la surveillance des frontières de cette ancienne république soviétique. Après une relative période d'accalmie débutée en 1997, la décision du président Emomali Rakhmonov en avril 2004 de hâter le départ des gardes-frontières russes a été perçue comme un recul de l’influence de Moscou au Tadjikistan. Depuis, Douchanbé a accepté l’installation d’une base militaire russe ainsi que la location d'un centre de contrôle de l'espace cosmique de Nourek pour une durée indéterminée. La pérennisation de la présence militaire russe (5 500 soldats) au Tadjikistan permet à Moscou de peser un poids plus important dans la région en renforçant son influence militaire et politique. Outre ce potentiel militaire, la Russie dispose également d'une base aérienne à Ayni et de diverses installations militaires à Douchanbé, Qurghonteppa et Koulab.

#### Les entités territoriales non reconnues internationalement

##### Abkhazie et Ossétie du Sud (Géorgie)
Le 26 août 2008 le président Medvedev signe les décrets reconnaissant l'indépendance de l'Abkhazie et de l'Ossétie du Sud (républiques séparatistes de la Géorgie), sans être suivi par la communauté internationale (excepté le Nicaragua, le Venezuela, Nauru).
L'indépendance de facto de l'Abkhazie laisse une faible façade maritime à la Géorgie et la prive des ressources financières issues du tourisme dans la région.
Différents éléments confirment le fait que les deux républiques sécessionnistes sont de facto des satellites russes :
- L'Abkhazie et l'Ossétie du Sud effectuent une immense majorité de leur commerce avec la Russie ;
- Les citoyens abkhazes et sud-ossètes disposent d'un passeport russe ;
- La Russie, l'Abkhazie et l'Ossétie du Sud ont conclu une alliance militaire ;
- La Russie, l'Abkhazie et l'Ossétie du Sud ont conclu un accord sur le déploiement de garde-frontières russes sur le long terme face à la Géorgie ;
- L'armée russe disposera très bientôt de nombreuses bases militaires sur le terrain :
  - La Russie, l'Abkhazie et l'Ossétie du Sud ont conclu un accord sur le développement de bases militaires lourdement équipées ;
  - La Russie et l'Ossétie du Sud ont conclu un accord sur l'octroi de la 4e base militaire (à Tshinkvali) à la Russie ;
  - La Russie et l'Abkhazie ont conclu un accord permettant l'acquisition par l'armée russe de la base aérienne de Goudaouta (reconstruite et modernisée), ainsi que de la petite base navale d'Otchamchira où stationnera en permanence un groupe de combat.

##### Transnistrie (Moldavie)

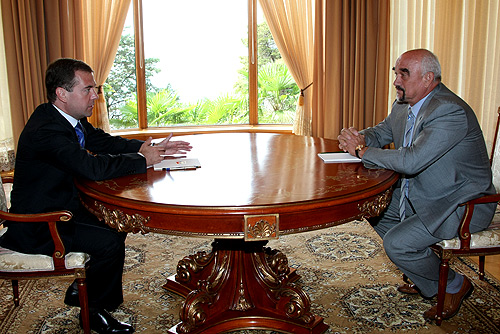
Dmitri Medvedev discutant avec le président de la Transnistrie Igor Smirnov.

La Transnistrie (« Transnistrie » est le nom roumain le nom officiel est « république moldave du Dniestr »), où les russophones sont majoritaires, est de droit une région autonome de la Moldavie, mais de fait c’est une enclave russe entre la Moldavie et l’Ukraine, qui perdure grâce au soutien militaire (mille hommes de la XIVe armée russe), économique et financier de la Russie. République autoproclamée qui a sa propre constitution, son drapeau, son hymne, son président, sa capitale, son parlement, son gouvernement, son armée, sa monnaie et qui utilise l’alphabet cyrillique, elle n’est officiellement reconnue par aucun pays de la communauté internationale, pas même la Russie. La présence militaire russe assure néanmoins un statu quo qui bloque les communications entre la Transnistrie et la Moldavie, mais les ouvre du côté ukrainien. Les origines de cette situation remontent à la fragmentation de l’URSS. Comme en Géorgie avec les Abkhazes et les Ossètes, les forces politiques pro-soviétiques présentent une éventuelle Moldavie indépendante (ou réunie à la Roumanie) comme une menace pour les minorités, ce qui suscite l’inquiétude des Russes, Ukrainiens et Gagaouzes du pays face à la volonté moldave de sortir du giron soviétique. De ce fait, les russophones de Transnistrie, localement majoritaires, réclament le maintien de leur région au sein de l'URSS ou de la Russie, à l’instar de l’exclave de Kaliningrad. Mais, devant la dissolution de l’URSS, la population de Transnistrie se prononce, lors d’un « référendum » organisé en 1991, pour l’indépendance pure et simple de son territoire.
En 1992, la république moldave du Dniestr est proclamée. Rapidement, des violences éclatent entre les troupes moldaves et les milices russophones de Transnistrie, ces dernières étaient alors appuyées par la XIVe armée russe qui était stationnée en permanence sur le territoire.
La guerre aboutit à un accord entre la Moldavie et la Russie : cette dernière cesserait d’appuyer la Transnistrie à condition que celle-ci bénéficie d’un statut politique privilégié de région autonome dans le cadre de la république de Moldavie. En échange, la Moldavie s’engage à ne plus revendiquer son identité roumaine, à ne pas demander son rattachement à la Roumanie ou, dans ce cas, à accorder le droit à l’autodétermination à la Transnistrie. Une force trilatérale de la mission PFK de maintien de la paix de la CEI (894 soldats russophones dont 402 russes et 492 transnistriens, 355 soldats moldaves et 10 observateurs militaires ukrainiens) fut alors déployée le 29 juillet 1992 à la frontière moldo-transnistrienne.
La Russie y entretient en garnison 1 500 soldats de la XIVe armée sur la demande du gouvernement transnistrien : ils sont chargés de défendre les entrepôts de munitions ex-soviétiques.
En 2003, les pressions de la Russie aboutissent à la fédéralisation de la Moldavie « garantie » par Kiev et Moscou, la Moldavie restant bilingue russe et roumain, ne revendiquant plus sa roumanophonie et liée à la Russie par des accords bilatéraux. Cependant, ce plan, conservant trop ouvertement la Moldavie dans la sphère d’influence russe, a déterminé les Ukrainiens à proposer leur propre plan : celui-ci propose d’accorder à la Transnistrie le statut de « république autonome » dans le cadre de la république de Moldavie (à l'instar de la Crimée) et accepte comme garants les États-Unis et l’UE. Quant à la Moldavie, son parlement à majorité communiste a adopté en 2005 une loi qui accorde à la Transnistrie une large autonomie mais exclut tout garant extérieur.[réf. nécessaire]
En 2006, la Transnistrie a annoncé vouloir tenir un nouveau référendum sur son indépendance, supervisé par des observateurs internationaux. Elle a aussi demandé à la Russie et l’Ukraine de la reconnaître officiellement. Dans ce contexte, un nouveau référendum d’autodétermination, soutenu par la Russie et l'Ukraine et accepté par les différentes forces en présence a été organisé en 2006 en Transnistrie. Il a mobilisé 78,6 % des votants, qui ont approuvé à 97,1 % le rattachement à la Russie ; ce référendum a été entrepris dans le cadre de la CEI.
En 2007, la Moldavie a invité l'ONU à remplacer les forces russes de maintien de la paix présentes en Transnistrie par des observateurs civils. « Nous sommes inquiets face aux tensions qui perdurent dans la zone de sécurité (en Transnistrie), ce qui constitue une grave violation des droits civils fondamentaux. L'imperfection du mécanisme de paix existant nécessite sa transformation en mission civile multinationale jouissant d'un mandat international ».

### Relations avec les pays affichant une orientation neutre ou pro-occidentale

#### Azerbaïdjan

Carte de la reconnaissance des territoires post-soviétiques par la Russie début 2014 : Transnistrie, république de Crimée, Abkhazie, Ossétie du Sud et Haut-Karabagh.
Russie
Anciennes républiques socialistes soviétiques
Territoires post-soviétiques ayant déclaré leur indépendance et reconnus par la Russie
Territoires post-soviétiques ayant déclaré leur indépendance et reconnus uniquement par des territoires devenus indépendants, eux-mêmes reconnus par la Russie

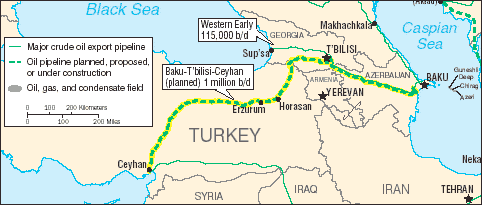
Tracé de l'oléoduc Bakou-Tbilissi-Ceyhan.

Depuis l'indépendance azérie en 1991, la Russie est engagée dans un nouveau dialogue malgré la position clairement pro-américaine de la république azérie. Après le drame humain du Haut-Karabagh, la politique extérieure de Bakou incluait l'adhésion à la CEI, un rapprochement avec la Turquie ainsi qu'un désir d'étendre les liens avec la communauté azérie vivant en Iran. Heydər Əliyev a réussi dès 1994 à redévelopper une économie au bord de la faillite grâce à l'exportation de pétrole sur les marchés occidentaux.
Les discussions du projet de construction du Bakou-Tbilissi-Ceyhan (BTC), un oléoduc acheminant le gaz d'Azerbaïdjan vers la Turquie via la Géorgie, ont traîné mais un accord a été signé en 2003. L'influence russe s'est donc dégradée dans cette république caucasienne avec l'exclusion de la Russie du BTC.
Cependant, sur le plan militaire, la Russie y possède encore la station radar de Darial (l'une des plus puissantes au monde puisque détectant le moindre missile à 6 000 km à la ronde), à Qabala, et quelques autres bases militaires. De plus, la Russie y entretient 900 soldats.

##### Haut-Karabagh
Le Haut-Karabagh est une enclave du Caucase de jure azérie peuplé majoritairement d'Arméniens qui a déclaré son indépendance de l'Azerbaïdjan. Les responsables russes et arméniens coopèrent également dans le but de trouver une solution viable aux conséquences du conflit du Haut-Karabagh qui est d'une importance capitale pour le maintien de la stabilité dans la région. Par ailleurs, les Arméniens du Karabagh sont connus pour être très russophiles. D'ailleurs, beaucoup de présidents arméniens viennent du Haut-Karabagh.

#### Géorgie
Sous Edouard Chevardnadze, la Géorgie accuse Moscou de soutenir les autorités séparatistes d'Abkhazie et d'Ossétie du Sud. De son côté, la Russie a longtemps reproché à la Géorgie d'être laxiste envers les rebelles tchétchènes retranchées sur le versant géorgien du Caucase.

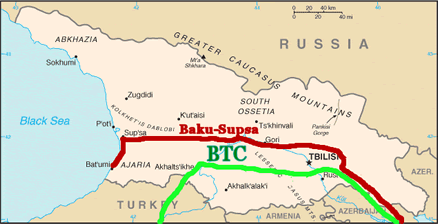
Les oléoducs traversant la Géorgie.

Lors de la révolution des Roses (2003), le président Chevardnadzé est renversé au profit de Mikheil Saakachvili qui lui succède en 2004. Ce dernier s'est engagé dans un rapprochement très prononcé avec les États-Unis. Les discours présidentiels vilipendent souvent sévèrement Moscou. L'évacuation des dernières bases militaires russes exigée par Tbilissi s'inscrit dans la lignée des priorités de l'administration Saakachvili qui sont d'une part, éviter une domination russe indirecte; et d'autre part, reconquérir les provinces perdues après l'indépendance : Adjarie, Abkhazie c'est-à-dire l'ouverture sur la mer, Ossétie du Sud donc un territoire qui coupe le pays en deux. Avec l'Ukraine, Tbilissi réfléchit même au retrait de la CEI.
En 2006, les pressions russes ont augmenté. Moscou a décrété un embargo sur les vins et eaux minérales géorgiens jugés non conformes aux normes sanitaires ce qui a aggravé la détérioration de relations entre les deux pays déjà très tendues. Une grave escalade des tensions russo-géorgiennes est provoquée par l'arrestation en septembre 2006 de quatre officiers russes des Forces du maintien de la paix en Ossétie du Sud, accusés d'espionnage par la Géorgie,. Le 2 octobre 2006, la Russie décréta un blocus aérien, maritime, ferroviaire et postal de la Géorgie à titre de représailles. Elle a également entrepris un durcissement du contrôle des ressortissants géorgiens (au nombre d'un million) sur son sol en vue d'expulser des immigrants illégaux, une mesure considérée par la Géorgie comme discriminatoire. Confirmant son orientation pro-américaine, le parlement géorgien a voté à l'unanimité la demande d'adhésion à l'OTAN le mardi 13 mars 2007, laissant entrevoir l'utilisation de bases géorgiennes par l'armée des États-Unis ou ses alliés.

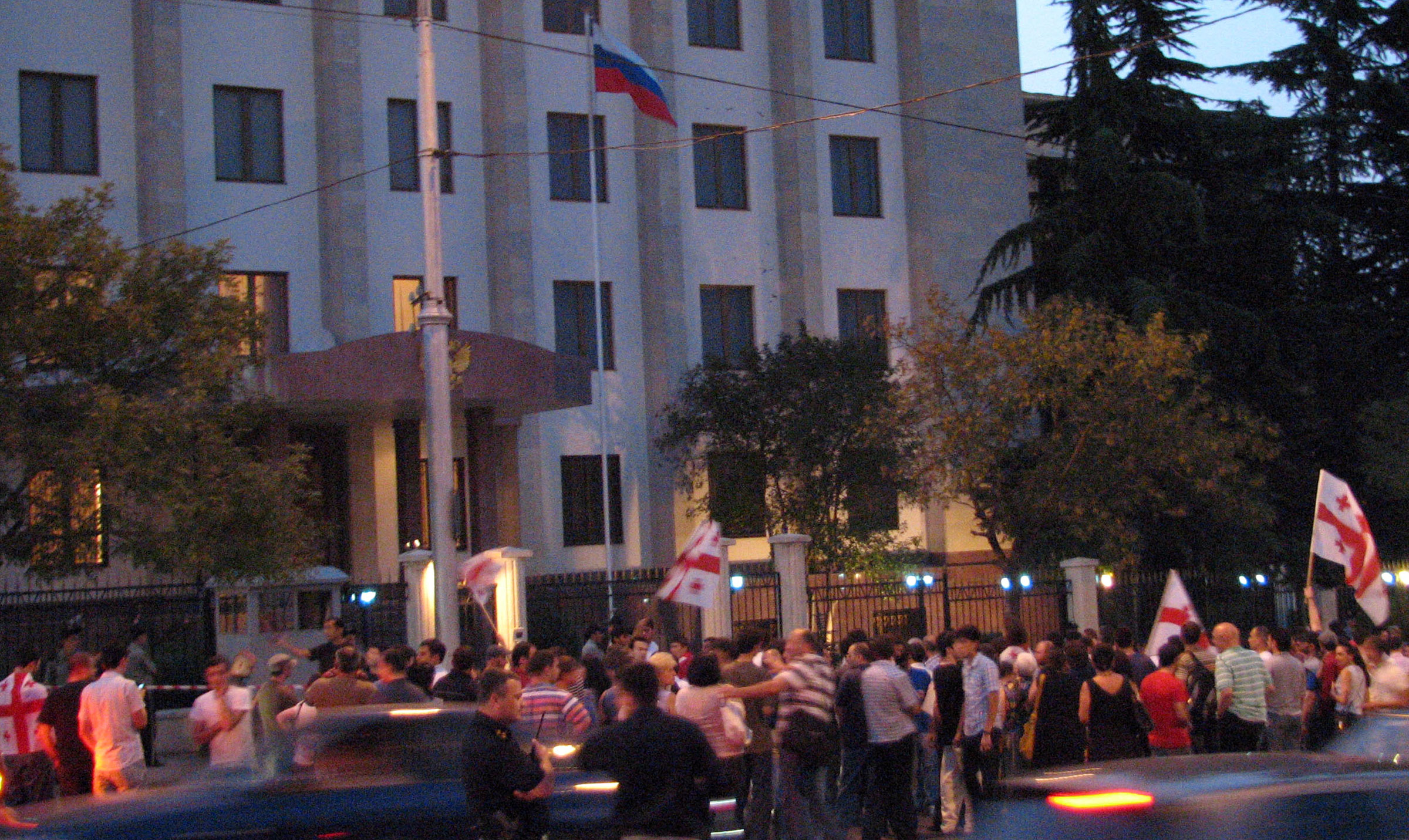
Manifestation anti-russe à Tbilissi le 8 août 2008.

Le soutien de plus en plus fort de la fédération de Russie à deux régions séparatistes de Géorgie, sans toutefois reconnaître officiellement leur indépendance (resserrement de liens économiques, envoi de forces de maintien de la paix, renforcé fin avril 2008, distribution généreuse, etc.), attisent les tensions russo-géorgiennes. La Géorgie a menacé, entre autres, de bloquer l'entrée de la dernière au sein de l'OMC. La Russie prétend vouloir éviter le conflit armé et protéger ses citoyens (la majorité des Abkhazes et des Sud-Ossètes ont un passeport de la fédération de Russie).
La confrontation russo-géorgienne s'est transformée en affrontements militaires directs, à la suite de l'intervention de l'armée géorgienne en Ossétie du Sud dans la nuit du 7 au 8 août 2008, à la suite de quoi les 500 soldats russes de la mission JPKF des forces de maintien de la paix de la CEI, basées dans la république séparatiste et soutenues par une garnison de 530 soldats russes, ont vigoureusement riposté. En envoyant ses forces armées, la Russie affirmait vouloir restaurer la paix et protéger ses citoyens (plus de 70 % d'Ossètes du sud disposant d'un passeport de la fédération de Russie) tandis que Tbilissi souhaitait regagner coûte que coûte le territoire sud-ossète. L'attaque russe fut soutenue par les bases russes présentes sur le sol géorgien comme la 12e base militaire, à Boutoumi, ainsi que par 3 000 soldats russes entretenus sur le territoire.
Le 14 août 2008, en raison du conflit, le parlement géorgien a voté la sortie de la Géorgie de la CEI.
Le 29 août 2008, la Géorgie rompt toute relation diplomatique avec la fédération de Russie ; le gouvernement suisse accepte de représenter les intérêts de la Géorgie à Moscou via une section des intérêts géorgiens.

#### Moldavie

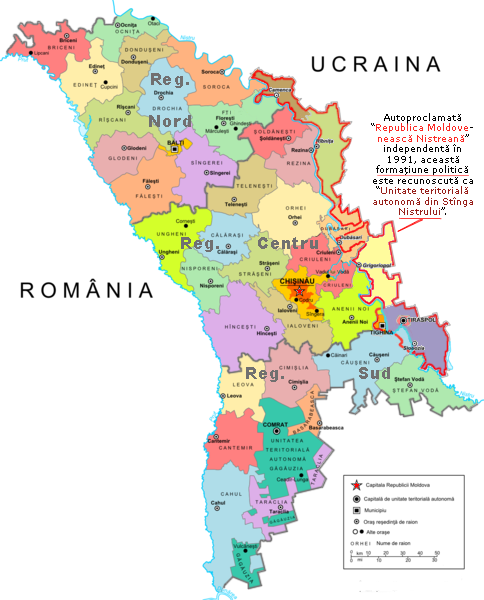
Carte de la Moldavie avec la Transnistrie entourée de rouge.

Sur le plan politique, depuis l'indépendance moldave en 1991, Moscou continue d'exercer une influence tangible sur la politique de la Moldavie. Bien que la majorité autochtone manifeste régulièrement contre cette influence, au point d'avoir fait chuter le gouvernement à dominante communiste de Vladimir Voronine en 2009, la Russie contrôle, à travers la Transnistrie, l'essentiel du potentiel industriel et énergétique du pays, et empêche la Moldavie de se rapprocher de la Roumanie et de l'Union européenne : ce contrôle s'appuie non seulement sur un puissant parti communiste pro-russe mais aussi sur une présence militaire continue (1 500 soldats russes).
Sur le plan économique, la performance moldave est la plus médiocre d'Europe : la dépendance énergétique au gaz russe, l'émigration importante des cadres locaux et leur remplacement par des cadres russes ou ukrainiens, et la sécession de la Transnistrie ont accru cette dépendance et provoqué la chute dramatique du PIB, une inflation galopante et un déficit commercial considérable.

#### Turkménistan
Depuis son indépendance en 1991, le Turkménistan mène une politique ambitieuse, qui repose en grande partie sur son potentiel énergétique et agricole. Soutenu par Moscou, le président Saparmyrat Nyýazow a opté pour une politique de neutralité tant vis-à-vis des États voisins que des principales organisations internationales, il visa à assurer une certaine stabilité à son pays.
Avec la mort de Niazov en 2006, l'avenir de la fourniture du gaz turkmène à Moscou à prix réduit est devenu incertain. Bien que Moscou ait signé avec le Turkménistan un accord énergétique concernant des fournitures gazières et assurant des bénéfices confortables à Gazprom, le Turkménistan opère une politique de désenclavement économique avec des projets récents de gazoducs avec la Chine, le Pakistan, l'Azerbaïdjan et la Turquie, indépendamment de la Russie.

#### Ukraine

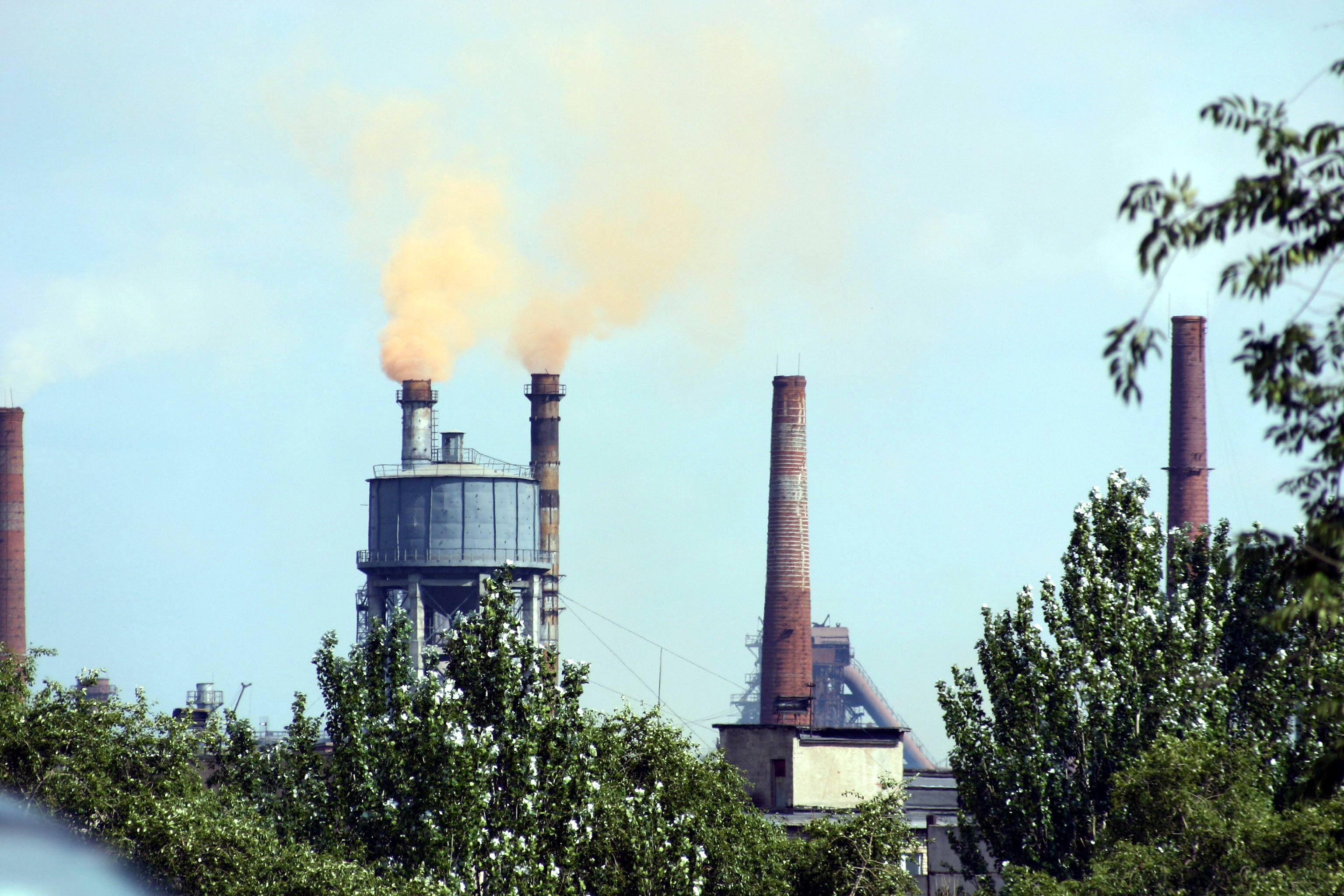
Industries de Donetsk, ville ukrainienne à prépondérance russophone.

Depuis la dissolution de l'URSS en 1991, les relations russo-ukrainiennes se sont grandement détériorées à la suite de la révolution orange en 2004 et des crises gazières de 2006 et de 2008. Moscou tente, cependant, de renouer avec des relations plus amicales avec l'Ukraine, sur le plan économique, politique et social.
Considérables en Ukraine, les intérêts économiques russes contrôlent des parts de marché dans le secteur de l'énergie et dans celui des médias.
Le débarquement de matériel militaire américain dans le port de Théodosie, en Crimée, en 2006 en prévision de l'exercice Sea Breeze 2006 a ravivé les passions. Il en est résulté un clivage à l'intérieur-même de l'Ukraine entre les pro-Russes, les pro-Occidentaux et les « neutralistes ». Les tensions autour du statut de la ville de Sébastopol et les questions relatives au retrait de la flotte russe de la mer Noire y stationnant ravivent de nombreuses inquiétudes quant aux relations entre la Russie et l'Ukraine dont la possibilité de la réalisation d'un scénario abkhaze concernant la Crimée (les citoyens russophones reçurent des passeports russes dans les années 2000).[réf. nécessaire]
Sur le plan politique, la Russie a soutenu de nombreux hommes politiques ukrainiens lui étant favorables dans le but de contrer le jeu diplomatique des États-Unis et d'éviter que l'Ukraine ne rejoigne l'OTAN.
En août 2008, la détérioration des relations russo-ukrainiennes se poursuit à l'occasion de la guerre entre la Géorgie et la Russie. Le président ukrainien a, en effet, déclaré que l'Ukraine est l'alliée de la Géorgie. Kiev reconnaît avoir livré des armes à Tbilissi. Une enquête a, d'ailleurs, prouvé que des volontaires ukrainiens avaient été envoyés auprès des Géorgiens lors du conflit. L'Ukraine avait également menacé de restreindre militairement les activités de la base navale russe de Sébastopol et de la fermer au croiseur lance-missiles Moscova, de retour des rivages abkhazes.[réf. nécessaire]
La deuxième crise gazière avec l'Ukraine éclate le 2 janvier 2009, à la suite d'un différend entre l'Ukraine et Gazprom sur le prix à payer en 2009 et faute de paiements d'une partie des livraisons de 2008, Gazprom a réduit, puis arrêté les livraisons du gaz naturel à l'Ukraine. Le résultat - des pays membres de l'UE reçoivent moins de gaz naturel en provenance du réseau gazier de Gazprom, lequel transite en grande partie par l'Ukraine. La Russie accuse l'Ukraine de siphonner le gaz destiné à l'Europe pour compenser les coupures des approvisionnements qu'elle subit et tente d'augmenter le débit des oléoducs qui transitent par la Biélorussie et la Turquie.

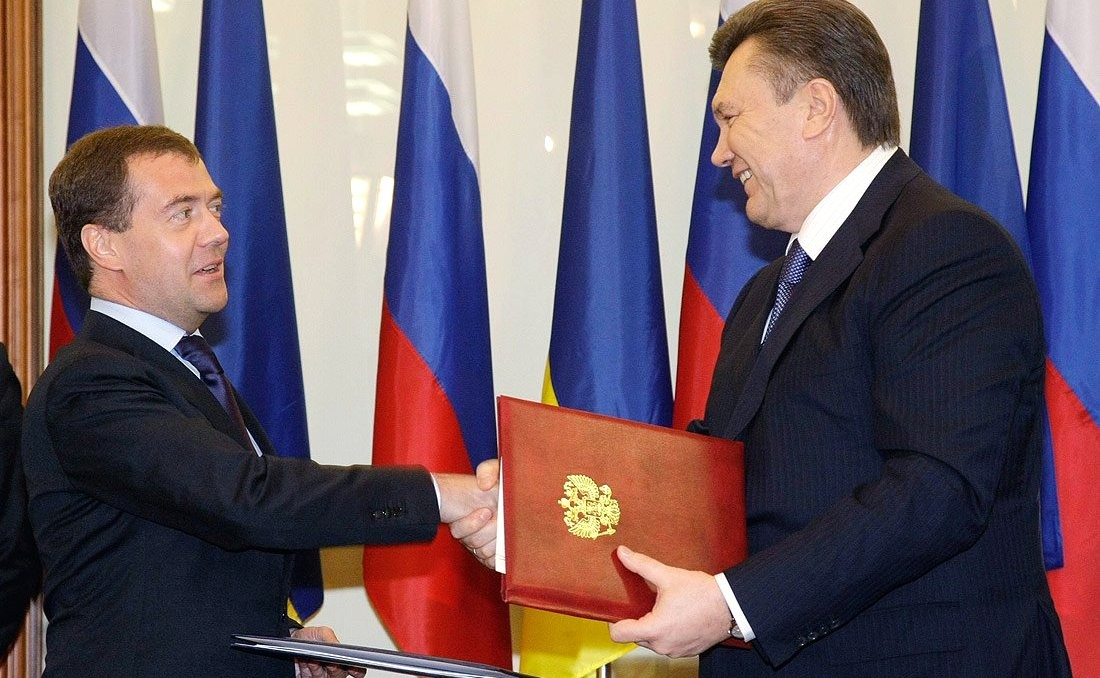
Signature de l'entente sur la flotte de la mer Noire et le gaz russe signée par les présidents Medvedev et Ianoukovitch le 21 avril 2010.

L'élection le 7 janvier 2010 de Viktor Ianoukovitch à la tête de l'État ukrainien, considéré comme pro-russe, a contribué au réchauffement des relations bilatérales.
Le 21 avril 2010, le nouveau président ukrainien Viktor Ianoukovitch a signé avec son homologue russe, Dmitri Medvedev, un traité portant d'une part sur le prolongement pour vingt-cinq ans du bail de la Flotte russe de la mer Noire basée à Sébastopol en Crimée, et d'autre part sur la diminution du prix du gaz russe livré à l'Ukraine de 30 %,. Sur le plan militaire, la Russie dispose d'une garnison de 13 000 hommes à Sébastopol.
Viktor Ianoukovitch s'est également rallié à la position russe concernant le Holodomor, la grande famine ukrainienne des années 1930. Contrairement à son prédécesseur Viktor Iouchtchenko, le nouveau président refuse de considérer le Holodomor comme génocide.

##### Crimée
En 1921 est créée la RSSA de Crimée, faisant partie de la RSFSR. En 1954, Nikita Khrouchtchev offre la Crimée à la RSS d'Ukraine. Avec l'effondrement de l'URSS, il devient difficile à accepter pour une grande partie de sa population, d'origine russe ou russophone, que la Crimée soit dorénavant une partie intégrante de l'Ukraine indépendante. Cette situation provoque de nombreuses tensions entre la Russie et l'Ukraine, exacerbées par la présence de la flotte de la mer Noire sur la péninsule. Les tensions s'intensifient lorsque Simféropol, capitale de la Crimée, proclame ses propres lois dès 1992.
En 1997, les tensions diminuent lorsqu'un traité fut conclu entre Kiev et Moscou. Selon ce traité, la Russie reconnaît les clauses bilatérales du traité « Paix et amitié » confirmant l'appartenance de Sébastopol à l'Ukraine, l'ancienne flotte soviétique de la mer Noire et ses installations sont partagées entre l'Ukraine et la Russie, la base navale de la flotte russe de la mer Noire est située à Sébastopol, grâce à un bail qui expirera en 2042 au lieu de 2017 à la suite des accords de Kharkov ratifiés en 2010 par Viktor Ianoukovitch.
Cependant, ce sont le commandement de la base navale de Sébastopol et les organisations russes qui contrôlent la ville, dominant le commerce et la vie culturelle. En effet, le transfert de Sébastopol à l'Ukraine n'a jamais vraiment été accepté par la société russe, considérant le transfert comme « temporaire ». La Russie continue à sponsoriser le tissu social pro-russe, ainsi que l'éducation et les activités culturelles. Ces activités dénotent une certaine indépendance de Sébastopol vis-à-vis du reste de l'Ukraine, les autorités ukrainiennes ne contrôlant seulement les activités « formelles » telles que les impôts et la police.

## Relations avec l'étranger «éloigné»

### Politique énergétique

Les régions pétrolifères en Russie et Asie centrale.

Aujourd'hui, la géostratégie russe ne peut s'appréhender sans tenir compte de l'importance grandissante du secteur énergétique (gaz et pétrole) sur le plan économique depuis 2001, période où débute la hausse fulgurante des prix des hydrocarbures dans le monde. En effet, la Russie est le premier producteur mondial (environ 600 milliards de m3) et le premier exportateur mondial (environ 200 milliards de m3) de gaz et le 2e producteur mondial et exportateur majeur du pétrole. Ses réserves gazières s'élèvent à plus de 23 % des réserves mondiales. Compte tenu de sa situation géographique, la Russie est le premier fournisseur de l'Union européenne (UE) dont la demande est en constante progression. Avec son contrôle des hydrocarbures, la Russie détient actuellement une position géopolitique inégalée par laquelle elle tente de renforcer sa place d'acteur majeur dans le « Grand Jeu » des superpuissances.
Le gouvernement russe participe activement dans les travaux du Forum des pays exportateurs de gaz (FPEG). Le but de ce forum serait principalement de mettre en place un mécanisme de coordination des prix de gaz naturel. La Russie considère ce forum gazier comme une structure qui devrait s'occuper de projets communs, et de la création, entre autres, de réseaux de transport du gaz. Selon les analystes, la Russie, le Qatar et l'Iran formeraient la « grande troïka gazière », un noyau dur de l'organisation, susceptible de la transformer en cartel de type OPEP.

### Europe
Le millénaire débute avec un rapprochement OTAN-Russie. Après avoir déclaré en 2021 que les États-Unis sont un pays hostile, en 2022 la Russie considère les pays de l'UE comme hostiles.

#### Allemagne
Depuis la fin de la guerre froide, la Russie et l'Allemagne ont remodelé le « partenariat stratégique » qui les unissait. L'énergie est indiscutablement la pierre angulaire des relations russo-allemandes. Berlin et Moscou dépendent l'un de l'autre dans ce domaine : alors que l'Allemagne est intéressée par les énormes ressources énergétiques russes, la Russie a besoin des investissements allemands dans ses infrastructures pétrolières et gazières. L'ancien chancelier allemand Gerhard Schröder, artisan d'un rapprochement entre Berlin et Moscou, a œuvré activement en faveur du projet de gazoduc Nord Stream. Angela Merkel, qui lui a succédé, bien qu'elle parle couramment le russe, se montre plus critique vis-à-vis de la Russie, en particulier sur le dossier du respect des droits de l'Homme en Russie.
L'Allemagne est le premier partenaire commercial de la Russie, et vice-versa. L'agenda bilatéral est très fourni dans les sphères politique, économique et culturelle. De nombreux ex-Allemands de l'Est possèdent une bonne connaissance de la Russie. La diaspora russe d'Allemagne est l'une des plus importantes d'Europe occidentale. L'allemand figure en seconde place, après l'anglais, dans l'enseignement des langues étrangères en Russie.

#### Bulgarie
Le président russe Eltsine avait, en 1996, aussi invité la Bulgarie, une ancienne démocratie populaire avec laquelle la Russie maintient des relations fondées sur la doctrine panslave, à une adhésion au sein de la Communauté des États intégrés. Mais les relations entre la Russie et la Bulgarie se sont alors dégradées,. Ce qui mit un terme à l'initiative russe.

#### États baltes
Depuis leur indépendance en 1991, les trois pays baltes tournent le dos à la sphère d'influence russe en menant clairement une politique partagée tournée vers l'Ouest afin d'ancrer définitivement les pays baltes au sein du monde européen (ils refusent d'intégrer la CEI - structure floue formée sur les cendres de l'URSS en décembre 1991 -, ils ont un statut d'observateurs aux réunions du Conseil nordique, ils sont également membres du Conseil des États de la mer Baltique créé en 1992, ils sont admis comme membres de l'UE en 2003 et y ont pris leur place à partir de 2004 dans les instances politiques de l'UE et de l'OTAN). Cependant, leur situation géopolitique ainsi que leurs besoins énergétiques confèrent à la Russie une influence encore palpable sur les trois États.

##### Estonie
Avec l'Estonie, la Russie peine à retrouver des relations cordiales en raison d'un long passé de méfiance. Depuis l'effondrement du régime soviétique, Tallinn a refusé l'adhésion à la CEI (1991) mais est devenu membre de l'OTAN (2004) puis de l'UE (2004), les troupes russes ayant quitté le pays en août 1994. Cette émancipation a permis à Tallinn de s'affranchir de l'influence russe. Toutefois, sa dépendance gazière et sa situation géographique relativisent son indépendance politique. Sur le plan diplomatique et politique, les deux pays ont signé un accord en mai 2005 prévoyant une redéfinition des frontières, sujet de discorde depuis 1991. La tension entre la Russie et l'Estonie monte d'un cran lorsque le gouvernement de ce pays balte décide en avril 2007 de déplacer le monument au soldat de l'Armée rouge, provoquant une attaque massive du réseau internet estonien en provenance de Russie (événement inédit parfois considéré comme la première « guerre numérique ») et une série de manifestations violentes « pro-Kremlin » devant l'ambassade estonienne à Moscou (ce qui a levé une série de complications dans les rapports UE-Russie).

##### Lettonie
La Russie a récemment effectué une série d'efforts afin de normaliser ses relations avec la Lettonie après une période tendue et compliquée, notamment à cause des questions concernant les discriminations dont la minorité ethnique russe est victime en sol letton (par exemple, refus de la nationalité lettonne pour les russophones exclusifs). Depuis 1991, la volonté politique de la Lettonie de tourner le dos à la sphère d'influence russe pour s'ancrer définitivement au sein du monde occidental n'a pas atténué les nombreux différends entre les deux pays. À la suite de la crise économique russe de la fin des années 1990, Rīga a orchestré une restructuration radicale de son commerce extérieur (excluant la Russie). Celui-ci est désormais orienté vers l’UE qui représente environ les deux tiers des exportations et importations lettonnes. Cependant, le pays accorde une importance plus palpable envers les intérêts économiques russes. Le 17 mai 2008, un traité frontalier a été conclu entre la Lettonie et la Russie concernant la frontière qui longe sur 9,5 kilomètres la voie ferrée Pytalovo-Karsava : la frontière a été repoussée de 30 mètres vers l'Ouest (au profit, donc, de la Russie) afin d'éviter qu'un rail ne se trouve en possession de la Russie, tandis que l'autre aurait été détenu par la Lettonie. Cette modification est accompagnée d'une compensation territoriale à la Lettonie.

##### Lituanie
Avec la Lituanie, la Russie entretient des relations qui oscillent entre bon voisinage et mésentente malgré le retrait des troupes russes du territoire lituanien achevé en 1993. Sur le plan politique, Vilnius accorde la plus haute importance à son intégration dans l'UE et dans l'OTAN. Des craintes persistent vu l'acharnement de Moscou à utiliser l'enclavement de Kaliningrad pour obtenir un droit de transit civil et militaire illimité à travers le territoire lituanien. En conséquence, de nombreux diplomates russes ont été expulsés du pays, accusés d'espionnage. Selon Vilnius, l'ombre des services secrets russes a indéniablement plané sur la campagne présidentielle de Rolandas Paksas. Sur le plan économique, la Lituanie est fortement dépendante de la Russie en matière énergétique même si elle tente de diversifier ses partenaires grâce à des accords de libre-échange signés avec les deux autres États Baltes, l'Union européenne, la Turquie et la Pologne. Bien que diverses tensions animent les relations bilatérales entre la Lituanie et la Russie, les deux pays ont entrepris une amélioration dans leur coopération militaire (opérations de déminage en mer Baltique et discussions de la mise en place d'une ligne directe entre les aviations russe et lituanienne).[réf. nécessaire]

##### Minorités russes dans les États baltes
Aujourd'hui, les relations avec la Russie restent complexes, les trois pays possèdent d'importantes minorités russophones (6 % en Lituanie, 35 % en Lettonie et 25 % en Estonie). Cette minorité, qui souffre d'exclusion (politique d'attribution discriminatoire de la nationalité, posant un problème nouveau en UE, celui des apatrides), redoute l'intégration à l'UE qu'elle voit comme une rupture supplémentaire avec la patrie russe, après l'indépendance de 1990.

##### Une enclave russe en Baltique: l'oblast de Kaliningrad

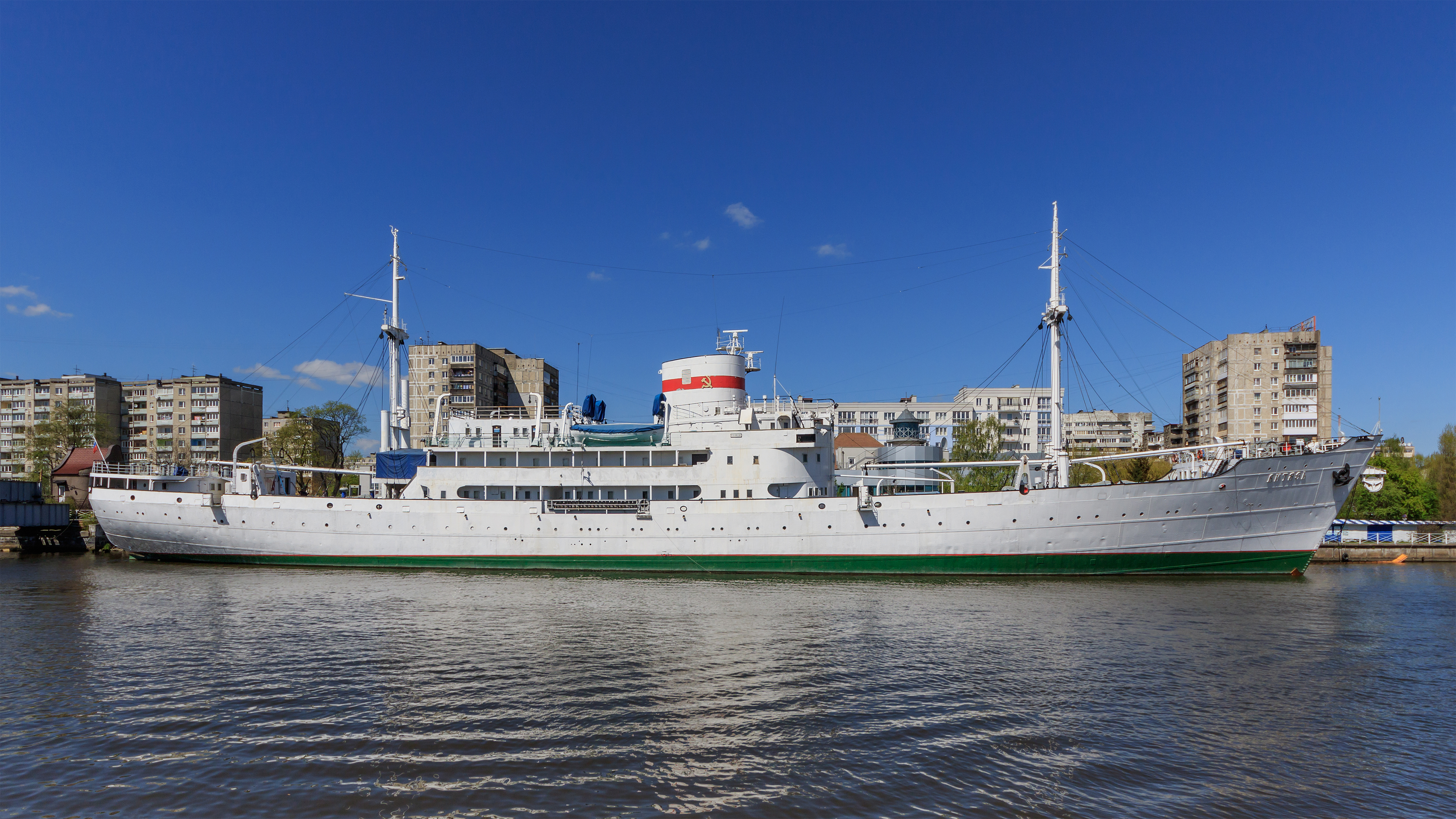
Bateau Vitiaz au musée océanographique de Kaliningrad.

À la suite de l'adhésion de la Pologne et de la Lituanie à l'Union européenne, l'exclave de Kaliningrad est au cœur de négociations diplomatiques entre la Russie et l'UE. En effet, en vertu des accords de Schengen, les frontières de l'exclave deviennent en juillet 2003 des frontières extérieures de l'UE, rendant donc difficiles les liaisons terrestres avec le reste de la Russie.
Les deux parties en présence ont intérêt à trouver un accord :
- Les autorités russes ont refusé de voir une partie de leur territoire isolé de la Russie, surtout que Kaliningrad est victime de difficultés économiques à cause de son isolement à la suite de la chute de l'URSS ;
- La Pologne et la Lituanie ne souhaitent pas voir une exclave russe se développer sur la frontière qu'elles doivent surveiller.

Un accord est conclu en avril 2004 entre la Russie et l'UE, exemptant de taxes douanières les transits traversant le territoire lituanien.
Le 5 novembre 2008, le président russe Medvedev annonce la possible installation de missiles Iskander près de Kaliningrad dans le cas où les États-Unis installeraient un bouclier antimissile en Pologne et en République tchèque.

#### Islande
Pays peu peuplé du Nord de l'océan Atlantique, la république d'Islande est à la fois membre ancien de l'OTAN, mais sans réelle force armée. Elle a déposé une demande d'adhésion à l'UE en juillet 2009, mais celle-ci est retirée en mars 2015.
La fragilité du système économique islandais a été révélée par le krach boursier de l'automne 2008, et des débats ont été ouverts sans enthousiasme quant à l'éventualité d'une entrée dans l'Union européenne ; pourtant, le fait le plus notable est l'appel à l'aide envoyé à la Russie. Cette dernière a accepté de lui prêter 4 milliards d'euros, (une somme considérable au vu de la taille du pays), afin de sauvegarder son système bancaire. Richard Portes (en), professeur d'économie à la London Business School, interprète ce geste (et mise sous tutelle) comme un signe de faiblesse de l'Europe face à la Russie qui n'a pas su saisir l'occasion de « marquer un point sur le plan géopolitique ». Le fait que l'Islande envisage de ne pas rembourser sa dette de 3,5 milliards de dollars aux Pays-Bas et au Royaume-Uni a peut-être joué sur ce choix.

#### Norvège

##### Villes minières russes sur Svalbard

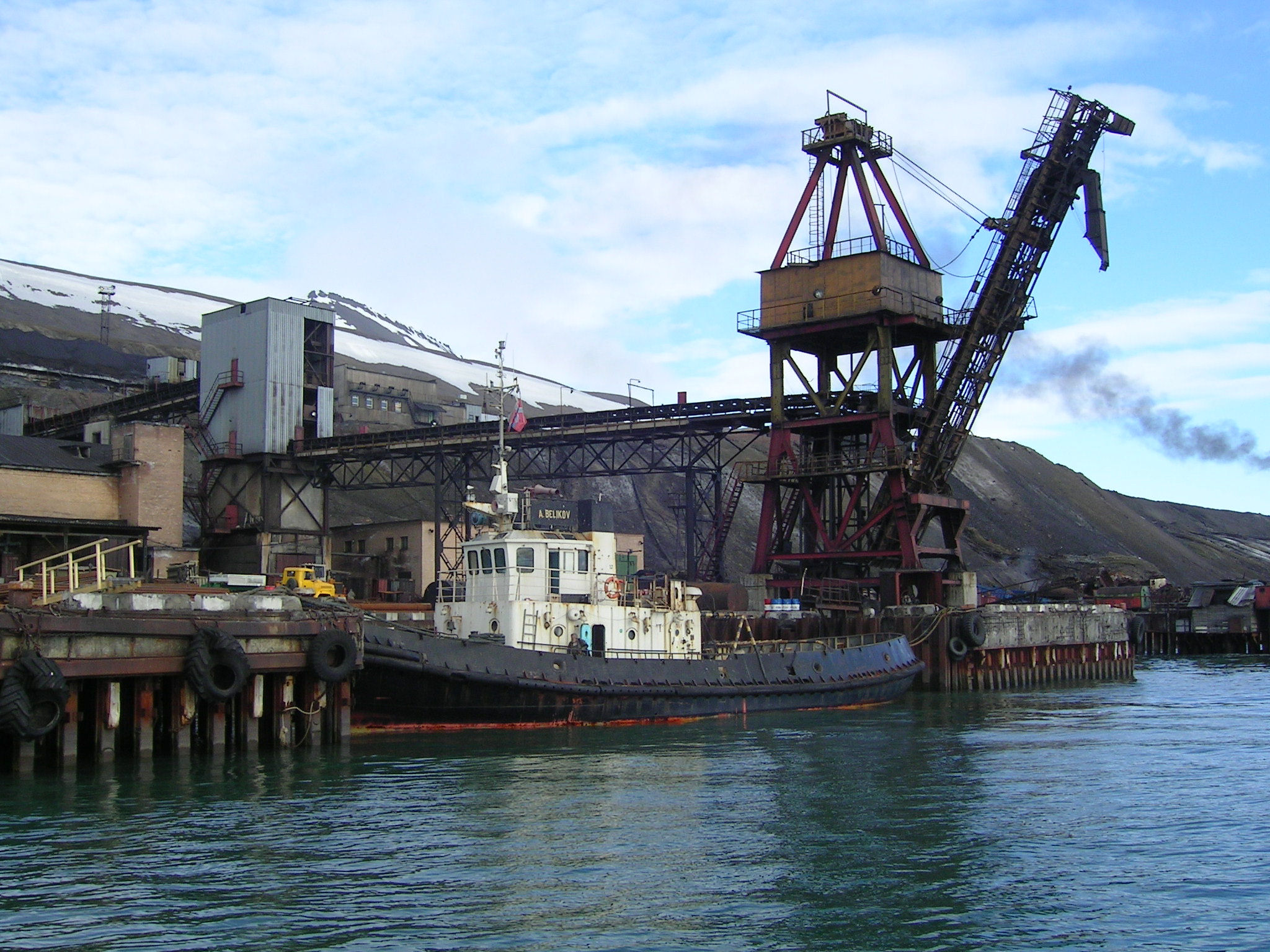
Le port de Barentsburg.

Barentsburg est l'une des villes minières de Norvège fondées par les Russes. La principale activité économique de la ville est l'extraction de charbon par la compagnie russe Arktikougol, présente sur l'île depuis 1932. D'ailleurs, la ville compte environ 400 habitants, quasiment tous Russes et Ukrainiens. Durant la guerre froide, ces villes minières furent une vitrine de la puissance soviétique et un lieu hautement stratégique (ce fut un véritable « nid à espions »). Cependant, de nos jours, des villes minières russes au Svalbard, Barentsburg est la dernière en activité (les autres devenues des villes fantômes à la suite de l'arrêt des activités minières et à leur abandon par Moscou).

#### Pologne
Depuis la fin des années 1990, les relations russo-polonaises ont le plus souvent été tendues. La Pologne a efficacement bloqué en 2006 et 2007 les négociations Union européenne – Russie portant sur le nouvel Accord de Partenariat et de Coopération, tout en exprimant un soutien efficace aux leaders de la « révolution orange » en Ukraine et à la « révolution des Roses » en Géorgie. De son côté, jusqu'aux années 1990, l'État soviétique n'a jamais officiellement reconnu son rôle dans le massacre de Katyń en mettant la responsabilité sur les nazis, un déni resté gravé dans la mémoire des Polonais.
L'accident de l'avion présidentiel polonais à Smolensk, en Russie, le 10 avril 2010, ayant occasionné la mort du président polonais Lech Kaczynski, de son épouse et d'une délégation officielle comprenant de nombreuses hautes autorités polonaises civiles, militaires et religieuses, alors qu'ils se rendaient aux cérémonies commémoratives du 70e anniversaire du massacre de Katyń a créé un inattendu réchauffement des relations russo-polonaises. Les dirigeants russes ont exprimé leur compassion et leur assistance envers la tragédie polonaise. Un deuil national a même été décrété en Russie.[réf. nécessaire]

#### Serbie
Les relations entre la Russie et la Serbie sont l'une des plus fortes en Europe.
C'est au nom de l'amitié serbo-russe que la Russie a déclaré la guerre à l'Autriche-Hongrie en 1914 ou plus récemment que le parlement de Serbie a voté en 1999 une loi d'unité autorisant le gouvernement serbe à s'unir avec la Russie en un seul État. Loi sans suite, mais qui montre que les Serbes et les Russes se voient comme des peuples frères. En décembre 2011, les Serbes du Kosovo ont demandé à Moscou de leur accorder la nationalité russe[réf. nécessaire]. En mars 2012, la Lituanie a bloqué l'accord entre l'UE et la Serbie arguant du fait que la Serbie est un État trop proche de la Russie. En 2013, le président russe Vladimir Poutine déclare, en parlant de la Serbie : « Nos relations ont un caractère non seulement amical et stratégique, mais aussi complètement particulier, qui s’est formé au cours des siècles grâce à nos peuples », la même année un sondage réalisé en Serbie montrait que les Serbes étaient plus favorables à une Union avec la Russie qu'avec l'Union européenne.[réf. nécessaire]

### Asie

#### Afghanistan
Les autorités russes sont divisées sur la position à adopter à l’égard de l’Afghanistan. Moscou a continuellement critiqué les décisions de l’OTAN mais, dans le même temps, plusieurs hommes politiques russes ont reconnu que l’échec de la coalition à stabiliser l’Afghanistan mettrait la Russie en danger (déstabilisation de l’Asie centrale, hausse de la menace fondamentaliste, terroriste et du trafic d’opium). Afin de se réinsérer dans le jeu afghan, Moscou tente de s’appuyer sur les lobbies russophiles en Afghanistan.
Devant les difficultés de la coalition, Moscou craint que l’administration Obama ne finisse tôt ou tard par opérer un retrait d’Afghanistan, laissant la Russie seule face à la résurgence du mouvement taliban. Par conséquent, Moscou s’est efforcée de faciliter le maintien de la présence militaire des États-Unis et de l’OTAN en Afghanistan, notamment en acceptant le transfert d’équipements militaires par son territoire.
La présence économique de la Russie en Afghanistan a également augmenté, les échanges bilatéraux passant de 30,9 millions de dollars en 1995 à 187,8 millions de dollars en 2008.
Aux yeux du Kremlin, la corruption du régime afghan n’apparaît pas comme un obstacle à la préservation de bonnes relations. La Russie soutient la position des États-Unis et de l’OTAN, tout en cherchant à se différencier des Occidentaux d’une façon qui plaira au gouvernement Karzaï.

#### Chine
La république populaire de Chine et la Russie sont deux voisins à la fois proches et très lointains. D'une part, on peut s'attendre à une alliance décisive entre ces deux grandes puissances, avec d'un côté le savoir-faire russe et les réserves de matières premières, et de l'autre, le pays le plus peuplé et le plus dynamique. Les relations entre les deux géants sont structurellement ambiguës : la Russie se considère comme l'héritière de l'ancienne Rome au travers de l'Empire byzantin, le colonisateur de l'Orient. Elle fait face à l'Empire du Milieu qui a toujours perçu les habitants du Nord et du Centre de l'Asie comme des barbares. La Russie perçoit donc la Chine à la fois comme un partenaire et un géant à surveiller. Cela explique pourquoi la première visite du président Medvedev à l'étranger a été réservée à la Chine, avec étape symbolique au Kazakhstan.
D'après Taline Ter Minassian, professeure d'histoire contemporaine à l'INALCO, « le Kremlin a parfois cherché à utiliser la Chine comme contrepoids à l'Europe et aux États-Unis, mais la relation entre Moscou et Pékin est un mélange de coopération et de compétition. [...] les deux puissances sont également concurrentes pour étendre leur influence en Asie centrale, et la Chine noue des liens économiques avec la Serbie et l'Ukraine ».
Au XXe siècle, les deux pays communistes se considéraient comme frères jusque le moment de la rupture sino-soviétique d'après-guerre.
La Chine et la Russie, superpuissances émergentes, ne peuvent que discuter d'un partenariat en Asie centrale ou dans le Pacifique comme balance face à l'« hyperpuissance » américaine. C'est dans le domaine du nucléaire civil que le partenariat russo-chinois semble avancer le plus vite. En novembre 2007, Atomstroyexport a signé un accord sur la fourniture de deux réacteurs d'une puissance supérieure à 1 000 MW (centrale nucléaire de Tianwan, province de Jiangsu). Lors de la visite du nouveau président Medvedev, un nouvel accord a été signé en vue de l'extension d'une usine chinoise d'enrichissement de l'uranium, pour un montant de 1 milliard de dollars.
Les cœurs économiques russe (l'espace Moscou - Saint-Pétersbourg) et chinois (Pékin, Shanghaï, le delta de la Rivière des Perles) sont en fait très éloignés. Les Russes s'inquiètent structurellement de la longueur de leur frontière entre l'Extrême-Orient russe et la Chine, où sept millions de Russes à l'est du lac Baïkal font face à 110 millions de Chinois vivant au sud du fleuve Amour. Plus à l'ouest, la Mongolie apparaît comme un vaste glacis dépeuplé.
L'aire d'influence traditionnelle des Russes en Asie centrale ex-soviétique se heurte à l'influence grandissante de la puissance chinoise. La Chine y convoite les immenses ressources énergétiques vitales pour son économie, par exemple le pétrole du Kazakhstan.
La Russie peine à transformer la puissante Chine en partenaire commercial aussi malléable que les États de l'Europe de l'Est. L'exportation d'hydrocarbures bute sur les exigences chinoises, notamment en matière de prix. La construction de l'oléoduc Sibérie-Pacifique est donc encore à l'état de projet. Les échanges économiques restent relativement faibles bien que croissants : 40 milliards de dollars en 2007 (+ 40 %) faisant de la Russie le huitième partenaire commercial de la Chine.

#### Corée du Nord
Ancien partenaire de l'URSS, la Corée du Nord se pose en octobre 2008 en ami de la Russie. Une coopération entre les deux États, qui partagent une courte frontière au Primorie, est réaffirmée après les accords bilatéraux de 2000, posés par Moscou comme un facteur de paix dans la région. L'événement est à rapprocher de l'escale de navires de guerre chinois dans le port voisin de Vladivostok. Pyongyang semble percevoir la Russie comme une alternative possible à la puissance américaine dans la région.
Cependant le 14 octobre 2016, un incident frontalier entre un bateau russe de la patrouille aux frontières et un navire de pêche nord-coréen fait 1 mort et 9 blessés.
Le 25 avril 2019 est prévu un sommet entre la Russie et la Corée du Nord à Vladivostok. Vladimir Poutine reçoit Kim Jong Un. Iouri Ouchakov évoque « un évènement clé dans les relations bilatérales ».

#### Inde
Les relations entre l’Inde et la Russie ont connu une phase de ralentissement au début des années 1990 (1991-1993), qui a laissé des traces négatives dans les perceptions indiennes quant à la fiabilité du partenaire russe. La Russie n’avait alors pas les moyens d’une diplomatie active et avait aussi choisi, sous l’égide de Boris Eltsine et de son ministre des Affaires étrangères Andreï Kozyrev, d’orienter cette diplomatie sur la quête d’un partenariat stratégique avec l’Occident, avec pour corollaire une baisse d’intérêt pour les partenariats traditionnels asiatiques et orientaux. La relation avec l’Inde, en particulier, a fait l’objet d’une discussion interne relativement importante en Russie, la question centrale étant le bien-fondé d’entretenir les relations spécifiques avec New Delhi telles qu’elles s’étaient établies durant les années de guerre froide. Soucieux de complaire aux États-Unis, le Kremlin avait opté pour des positions critiques sur certaines postures de l’Inde, notamment sur la question nucléaire (préoccupation majeure de l’administration américaine), et envisagé un resserrement des liens avec le Pakistan (allié des États-Unis mais en conflit avec l’Inde au sujet du Cachemire).
L’arrivée à la tête du ministère des Affaires étrangères, en janvier 1996, d’Evgueni Primakov, partisan d’un resserrement des liens avec l’ensemble des partenaires asiatiques en général et de l’établissement d’un « triangle stratégique » russo-indo-chinois, ne suffit pas à améliorer la relation bilatérale.
Il faut attendre l’arrivée de Vladimir Poutine en 2000 pour que se réaffirme l’importance de l’Inde dans la politique étrangère de la Russie. Le président russe s’est rendu plusieurs fois en Inde au cours de ses deux mandats : octobre 2000, décembre 2002, décembre 2004, janvier 2007. L’Inde est un partenaire très pertinent dans l’effort de Moscou destiné à susciter un « mouvement de résistance » international à l’hégémonisme des puissances occidentales, États-Unis en tête, dans la vie internationale. Puissance démographique, puissance économique émergente, l’Inde apparaît comme un partenaire qui permet d’accentuer la force de frappe du discours russe d’opposition à la prééminence des valeurs occidentales dans la vie internationale, dont les autorités russes estiment qu’elle ne correspond plus aux réalités de ce monde. Elle est aussi un soutien possible dans l’ambition de la Russie de prendre sa place dans la vie politique et économique asiatique. Elle apparaît enfin comme un contrepoids géopolitique à la Chine, dont la montée en puissance préoccupe Moscou. Ce sont autant de motivations qui justifient des visites officielles de haut niveau fréquentes, et des contacts réguliers au niveau des Conseils de sécurité, des ministères des Affaires étrangères et de la Défense. En conséquence, les deux pays se soutiennent mutuellement sur des thèmes clés de leur politique étrangère. Ces dernières années, tandis que la Russie soutient l’ambition de New Delhi de devenir membre permanent du Conseil de sécurité, l’Inde montre plus de compréhension que les capitales occidentales sur le thème de la spécificité des intérêts de la Russie dans l’espace post-soviétique. Autre signe de l’approfondissement des rapports bilatéraux : en mai 2003, pour la première fois, les Marines russe et indienne ont mené des exercices conjoints dans l’océan Indien.
Cependant, les relations russo-indiennes sont aussi traversées par des incertitudes, au premier rang desquelles figure l’indigence des échanges économiques. Alors que, pendant la guerre froide, l’Union soviétique fut le premier partenaire commercial de l’Inde, les échanges commerciaux ne comptent plus, aujourd’hui, que pour 1,5 % des échanges commerciaux globaux de chacun des deux pays. Ils sont de plus dominés par les matières premières et les armements. Sur ce dernier secteur, de nombreuses convergences existent entre les deux pays. L’ampleur et la diversité des rapports russo-indiens en matière militaro-industrielle se traduit non seulement par d’importantes livraisons d’armements (l’Inde est le deuxième client de l’industrie de défense russe après la Chine), mais aussi par le développement de programmes communs (chasseur SU-30MKI, frégates Talwar, missile BrahMos, porte-avions Amiral Gorchkov). Un autre point d’incertitude pour les relations indo-russes porte sur l’impact du rapprochement entre New Delhi et Washington, qui ont entre autres signé un accord de défense en juin 2005, pour dix ans, qui prévoit, outre des exercices militaires conjoints, une augmentation du commerce d’armement et des relations militaro-industrielles.
Après l'invasion de l'Ukraine par la Russie en février 2022, l'Inde garde une politique prudente en appelant sobrement à faire face « à la crise humanitaire » et à « résoudre pacifiquement les conflits». L'Inde s'abstient de soutenir les résolutions du conseil de sécurité de l'ONU à l'encontre de la Russie.

#### Japon
À la fin de la Seconde Guerre mondiale, le Japon et la Russie ne signent de traité de paix. Les Japonais contestent la souveraineté russe sur les îles Kouriles, des îles au nord d'Hokkaidō dont les Soviétiques se sont emparés à la fin de la guerre. Des pourparlers se déroulent depuis la fin de la guerre.
Le premier ministre japonais Shinzō Abe tente, pendant son mandat (2012-2022), de maintenir de bonnes relations avec la Russie pour l'empêcher de se rapprocher de la Chine, ennemi du Japon.
Après l'invasion de l'Ukraine par la Russie de février 2022, les tensions entre les deux pays s'aggravent. Le Japon soutient les sanctions décidées par l'Occident contre la Russie et les applique. En représailles, la Russie annonce l'abandon des pourparlers de paix. Peu après, la diplomatie japonaise décrit la prise de contrôle des Kouriles par les Soviétiques comme une annexion « illégale », une formulation considérée comme particulièrement dure. Pour les analystes, le Japon est contraint de s'aligner sur la position des États-Unis contre la Russie, car le Japon dépend militairement des États-Unis pour sa protection.
Entre mars et mai 2022, le premier ministre japonais Fumio Kishida effectue des visites officielles dans plusieurs pays asiatiques (Inde, Indonésie, Vietnam, Thaïlande) pour les convaincre d'adopter une « position commune » contre la Russie alors que ces États gardent leur neutralité,,,.

#### Mongolie
De puissance occupante sous le règne des Khans, la Mongolie est devenue pendant les XIXe et XXe siècles un pays en état de finlandisation.
Malgré le rapprochement, économique principalement, avec les États-Unis depuis le retrait des troupes russes en 1992, la Mongolie reste diplomatiquement proche de la Russie (statut d'État observateur au sein de certains organes de la CEI). De plus, elle est entourée par deux grandes puissances régionales (et rivales en même temps) que sont la Russie et la Chine. De fait, si la Mongolie reste dépendante de la Chine pour son approvisionnement alimentaire, elle reste également dépendante de la Russie pour son approvisionnement énergétique, et ce d'autant plus que sa plus grande industrie nationale spécialisée dans l'extraction de cuivre (Erdenet Mining Company) est contrôlée à 49 % par des capitaux russes. Son secteur minier attire la convoitise de nombreuses sociétés aussi bien occidentales que chinoises, d'où l'empressement des autorités russes à courtiser de nouveau cet ancien satellite, notamment en épongeant la quasi-totalité de la dette à l'égard de la fédération de Russie en 2004 afin d'obtenir des concessions dans le domaine de l'exploitation des richesses contenues dans le sous-sol mongol. Ainsi a été signé le 11 avril 2008 un accord de coopération dans le secteur de l'aluminium.
Les autorités mongoles ont cependant développé le concept géopolitique de troisième voisin pour éviter de n'avoir affaire qu'aux deux seuls pays limitrophes et diversifier leurs échanges : ce troisième voisin englobant notamment le Japon, les États-Unis et la Corée du Sud.

#### Myanmar (ex-Birmanie)
La Russie s'entend avec la république populaire de Chine, alliée traditionnelle du Myanmar, pour soutenir le pouvoir militaire en place. Un pouvoir démocratique nouveau serait susceptible de privilégier une nouvelle alliance avec les États-Unis. Pour la Russie, le Myanmar est un pays potentiellement riche en ressources naturelles. Trois compagnies russes exploitent du pétrole offshore birman, aux côtés de la firme transnationale chinoise PetroChina. Pour Moscou, s'agit-il de prendre le contrôle de ressources énergétiques stratégiques hors des limites de son territoire.

#### Pakistan
La Russie a pendant longtemps maintenu des relations tendues avec le Pakistan. Pendant la guerre froide, la proximité du Pakistan avec les États-Unis et la Chine, la richesse de la relation entre l'Union soviétique et l'Inde (le principal rival du Pakistan), et le soutien pakistanais aux rebelles moudjahidines lors de l'invasion de l'Afghanistan par l'URSS, ont contribué à complexifier la relation bilatérale.
Après le retrait soviétique d'Afghanistan, le Pakistan a maintenu son soutien aux Talibans, au grand dam de la fédération de Russie, en proie aux guerres civiles dans son « étranger proche » (en particulier au Tadjikistan, où les Russes soutenaient les forces anti-Talibans).
À la suite des attentats du 11 septembre 2001, le Pakistan a officiellement coupé tout lien avec les Talibans et a apporté son soutien aux opérations de l'OTAN et des États-Unis en Afghanistan. Cependant, Moscou restait indisposé par la présence des Talibans dans le pays et par l'incapacité – ou l’indisposition – d’Islamabad de les combattre.
Depuis le second mandat de Vladimir Poutine, toutefois, les relations entre le Pakistan et la fédération de Russie se sont nettement améliorées, surtout depuis la visite à Islamabad du Premier ministre russe de l’époque, Mikhaïl Fradkov, en 2007. Ce réchauffement est à mettre en parallèle avec l'amélioration des relations indo-américaines, qui n'a enchanté ni Moscou ni Islamabad. Sous Poutine, la Russie a conclu des contrats d'armements avec le Pakistan. Les échanges bilatéraux, de 47,6 millions de dollars en 1995, ont atteint 615 millions en 2008. Des projets commerciaux sont en cours de négociation dans le transport ferroviaire, le nucléaire civil et la coopération scientifique. En plus de l'aspect strictement commercial, il semble que Moscou maintienne de bonnes relations avec Islamabad pour placer le Pakistan en position de vouloir lutter contre les Talibans, qui représentent une menace aux intérêts de Moscou.

### Le Proche et le Moyen-Orient
Dans cette région, la Russie est divisée entre les forces internes prônant un rapprochement avec les pays du Moyen-Orient et son engagement extérieur en Occident. À la suite de l'effondrement de l'URSS, la Russie s'est éclipsée de cette région pour des raisons internes de reconstruction nationale, laissant le terrain libre aux ambitions américaines. Toutefois, depuis les mandats présidentiels de Vladimir Poutine (2000-2008), le rôle plus sérieux que se donne la Russie sur la scène internationale lui a permis de se porter garant en tant que médiateur de choix dans la région. Au Proche-Orient, la Russie a toujours cherché à équilibrer ses relations arabes avec celles israéliennes. La réception d'une délégation du Hamas en 2006 démarque une Russie avide de retrouver sa respectabilité internationale après l'humiliation de l'effondrement du régime soviétique et des « révolutions démocratiques » survenues dans son ancienne sphère d'influence. Même si elles peuvent froisser son partenaire israélien, les fournitures éventuelles de systèmes russes de défense anti-aériens à la Syrie s'inscrivent dans la vision géopolitique réaliste de Moscou. Toutefois, les projets bilatéraux prometteurs avec Israël dans l’énergie, l’informatique et les télécommunications se heurtent à la concurrence des États-Unis. Dans le golfe Persique, la Russie tente de développer son influence, notamment auprès de l'Arabie saoudite, pour des raisons avant tout d'ordre économique et sécuritaire.

#### Golfe Persique
Jusqu'en 1990, l'URSS n’avait peu ou pas de relations avec les pays du Golfe – à l’exception de l’Arabie saoudite avec laquelle elle avait entretenu des relations dans les années 1920-1930 – qui lui étaient hostiles tant pour des raisons idéologiques que pour son intervention en Afghanistan en 1979. Le retrait d’Afghanistan puis la guerre du Golfe de 1991 et la disparition de l’URSS ont ouvert la voie à une normalisation entre Moscou et les États du Golfe. Mais cette normalisation a été entravée par le soutien des Saoudiens aux Talibans et par les deux guerres de Tchétchénie, Moscou accusant les pays du Golfe de financer les rebelles tchétchènes,.
Depuis 2005, on assiste à une offensive de la Russie en direction du Golfe. Vladimir Poutine s’y est rendu deux fois en 2007: une première fois en février, où il est allé au Qatar et en Arabie saoudite, et une seconde fois, en septembre, dans les Émirats. Il y a été reçu avec tous les honneurs, en particulier en Arabie saoudite.
Pour développer son influence dans le Golfe, Moscou propose aux États de la région une coopération dans les domaines énergétique, spatial et militaire.
Si la Russie et l’Arabie saoudite sont les deux premiers producteurs et exportateurs mondiaux de pétrole, c’est dans le domaine gazier que les projets sont les plus avancés. Mais c’est surtout la proposition de créer une « OPEP du gaz » (avec notamment le Qatar et l’Iran) qui a retenu l’attention lors de la tournée de Vladimir Poutine en février 2007. Ce projet ne semble toutefois pas soulever un grand enthousiasme dans les pays du Golfe.
Outre les projets gaziers, la Russie propose ses services dans le domaine du nucléaire civil aux pays du Golfe comme aux autres États de la région, notamment l’Égypte.
Comme dans les autres régions du monde, les ventes d’armes constituent l’autre vecteur de la politique russe au Moyen-Orient. Depuis quelques années, Moscou cherche à diversifier ses clients pour que son industrie d’armement ne dépende plus seulement des commandes indiennes et chinoises. Le Moyen-Orient en général et le golfe Persique en particulier, où les dépenses militaires sont parmi les plus élevées au monde, constituent un marché des plus attrayants. Mais la concurrence y est rude : les États-Unis, la France et la Grande-Bretagne y sont implantés depuis plusieurs décennies et proposent des produits de très haute qualité. Moscou a proposé de livrer des chars aux pays du Golfe ainsi que des hélicoptères de transport de troupes.
La Russie a également développé une coopération dans le domaine spatial avec l’Arabie saoudite et les Émirats arabes unis en assurant le lancement de plusieurs satellites pour ces deux pays.
En février 2022, l'Arabie saoudite, les Émirats arabes unis, Bahreïn et Oman, sont restés essentiellement silencieux sur l’invasion russe de l'Ukraine. Ces pays sont des liens économiques et de sécurité croissants avec Moscou. En outre, le commerce de la Russie avec les pays du CCG a augmenté de plus de 3 milliards de dollars en 2016 à plus de 5 milliards de dollars en 2021, principalement avec les ÉAU et l'Arabie Saoudite. ces dernières années, Riyadh et Moscou ont conduit la coalition OPEP+, restreignant rigoureusement la production pour maintenir les prix élevés. Les pays du Golfe sont soucieux de compromettre cette relation et de garder la Russie dans l'OPEP+ et l'ensemble de l'accord serait probablement s'effondrer si la Russie a quitté le groupe,.

#### Irak
La chute du régime de Saddam Hussein en 2003 a marqué la fin des liens privilégiés entre la Russie et l’Irak. Si les relations avec Bagdad s’étaient dégradées depuis la première guerre du Golfe (1991), Moscou conservait des rapports étroits avec le régime baasiste, qui lui avaient permis de profiter assez largement du programme « Pétrole contre nourriture » et de développer une activité dans le domaine énergétique, bénéficiant en particulier à Lukoil.
Jusqu’à la décision de la Maison Blanche d’envahir l’Irak, fin 2002, la Russie accomplissait, auprès des Nations unies, des efforts diplomatiques visant à réduire les sanctions internationales contre l’Irak, qui entravaient alors son accès au marché pétrolier irakien et l’empêchaient d’y faire valoir ses droits sur la dette irakienne. Depuis l’occupation américaine, Moscou a dû faire son deuil de la dette de près de 10 milliards de dollars que Bagdad avait contractée à son égard, accumulée par ses importations d’armements durant la période soviétique.
La Russie ne dispose pas d’alliés au sein du nouveau régime irakien. Elle n’a pas été épargnée par les violences irakiennes, puisque quatre citoyens russes travaillant à l’ambassade de Russie à Bagdad ont été enlevés et assassinés en 2006 par un groupe lié à Al-Qaïda, qui revendiquait le départ sous 48 heures des forces russes de Tchétchénie. Critique de l’intervention américaine en Irak, la Russie bénéficie néanmoins de la présence d’un régime pro-américain qui sert à protéger ses intérêts économiques et à contenir les éléments sunnites radicaux susceptibles d'attiser la contestation islamiste en Russie ou d'attenter aux intérêts pétroliers russes en Irak.
Les firmes russes ont ainsi développé leurs relations commerciales avec le Kurdistan irakien, où Moscou a ouvert un consulat. En décembre 2009, même l’ancien Premier ministre Evgueni Primakov a publiquement exprimé son inquiétude quant au devenir de la stabilité de l'Irak après le retrait américain. Après avoir dû renoncer à ses contrats à la suite de l'invasion américaine, l'industrie pétrolière russe a remporté, en décembre 2009, un appel d'offres pour exploiter le gisement de West Qurna-2, qui contiendrait près de 13 milliards de barils de pétrole brut.

#### Iran
Dans la « montée en puissance » de la Russie au Proche et Moyen-Orient au cours des mandats présidentiels de Vladimir Poutine, l’Iran n’a pas été oublié et joue un rôle clé dans la diplomatie moyen-orientale russe.
La relation russo-iranienne de cette dernière décennie est mue par une communauté d'intérêts réciproques, en particulier dans les domaines commercial et sécuritaire.
Les enjeux économiques jouent en effet un rôle important, malgré leur relative modestie (en 2005, la Russie était le 7e partenaire commercial de l’Iran). Tous les secteurs russes de pointe (armement, aéronautique, spatial, nucléaire et énergie) ont été activement soutenus en Iran par le gouvernement russe ces dernières années.
Dans le domaine de l’armement, la Russie est un partenaire particulièrement intéressant pour l’Iran, soumis à un embargo américain depuis trois décennies. Téhéran est ainsi devenue le troisième client de l’industrie de défense russe, bien que très loin derrière la Chine et l’Inde. Cependant, le caractère sensible de certains armements vendus ou devant être transférés par Moscou à Téhéran (missiles sol-air Tor-M1, système antimissile S-300) ont mis sur le devant de la scène internationale la coopération militaro-technique entre la Russie et l'Iran. Les États-Unis (notamment par l'entremise de l'Arabie saoudite, rivale de la république islamique d'Iran) et Israël, en particulier, ont demandé l'annulation des contrats d'armements russo-iraniens.
Sur le plan sécuritaire, la stabilité de l’environnement stratégique régional est un autre intérêt partagé par les deux pays. L’Iran n’a pas cherché à entrer en rivalité avec Moscou dans le Caucase et en Asie centrale. Téhéran partage avec Moscou le désir d’être entouré d’états relativement stables et les deux pays veulent éviter une éventuelle contagion des instabilités des pays voisins à leurs territoires.
La relation entre la Russie et l'Iran est cependant traversée par certains facteurs d'ambigüité.
Dans le dossier du nucléaire iranien, la Russie joue un rôle clé. Russes et Occidentaux ont dans cette affaire des intérêts communs : il n’est pas de leur intérêt que l’Iran se dote de l’arme nucléaire. La Russie, qui a toujours affirmé que les équipements livrés à l’Iran pour la centrale de Bushehr n’ont de finalité que civile, a pris des mesures marquant son engagement en matière de non-prolifération. En février 2005, elle n’accepte de signer un contrat sur la livraison du combustible qui doit alimenter cette centrale qu’après avoir reçu de Téhéran des garanties de non-prolifération. Elle a par ailleurs tenté de trouver des compromis permettant à l’Iran de se doter de centrales d’énergie nucléaire dans des conditions qui soient acceptables pour la communauté internationale, proposant notamment en 2005 que les opérations d’enrichissement d’uranium nécessaires au fonctionnement des centrales iraniennes se fassent entièrement sur son sol. En 2006-2007, elle se rapproche en outre des positions américaines et européennes. Elle accepte au début de 2006, après s’y être longtemps opposée, que l’AIEA transfère ce dossier au Conseil de sécurité des Nations unies. Bien qu’hostile à l’idée de sanctions économiques qui ne vont pas dans le sens de ses intérêts, elle se résout en décembre 2006, puis en mars 2007, de suspendre, à la suite de défauts de paiement iraniens (que Téhéran nie), l’exécution du contrat sur la centrale de Bushehr dont la mise en route a pris plusieurs années de retard.
La Russie cultive cependant les ambiguïtés. Elle n’a, semble-t-il, jamais accepté de partager avec les Occidentaux les informations dont elle dispose sur le programme nucléaire iranien. Si elle se rapproche en 2006-2007 des positions américaines et européennes, c’est probablement parce qu’elle redoute une intervention militaire américaine en Iran qui risquerait de déstabiliser davantage qu’ils ne le sont déjà le Moyen-Orient et le monde musulman. Elle ne le fait qu’avec de fortes réticences et après avoir tenté à chaque étape des négociations de gagner du temps. Lors de la visite que Vladimir Poutine fait en 2007 à Téhéran, il réaffirme son soutien aux positions iraniennes et son opposition à toute menace d’un recours à la force pour sortir de la crise.
De façon paradoxale, les enjeux liés aux États-Unis, centraux dans le renforcement du partenariat stratégique russo-iranien, sont une des principales sources de divergences entre les deux pays. Des ambiguïtés persistent, réduisant la portée de leur entraide. Dans le cadre du développement de ses relations avec Téhéran, Moscou est attentive à ne pas s’aliéner Washington. La Russie tente souvent de jouer sur les deux tableaux, l’équilibre étant généralement assez difficile à trouver.
La carte iranienne peut être utile pour la Russie, notamment pour améliorer son image dans le monde musulman. Mais pour l’Iran, l’affichage de bonnes relations avec Moscou n’est pas aussi intéressant. La Russie est partenaire d’Israël dans la lutte contre le terrorisme, a soutenu les Serbes et utilise la force militaire contre les populations musulmanes du Nord Caucase.
Depuis le raidissement du régime islamique consécutif à l'élection présidentielle contestée de juin 2009, les relations entre Moscou et Téhéran semblent moins sereines qu'auparavant. L'Iran reproche à la Russie le retard dans la livraison des systèmes antimissiles S-300 à l'armée iranienne, le rapprochement de Moscou avec Riyad et les menaces de sanctions russes au Conseil de sécurité de l'ONU. Toutefois, Moscou très réticente à accepter des sanctions qui puissent pénaliser ses intérêts (embargo sur les armes).[réf. nécessaire]

#### Israël

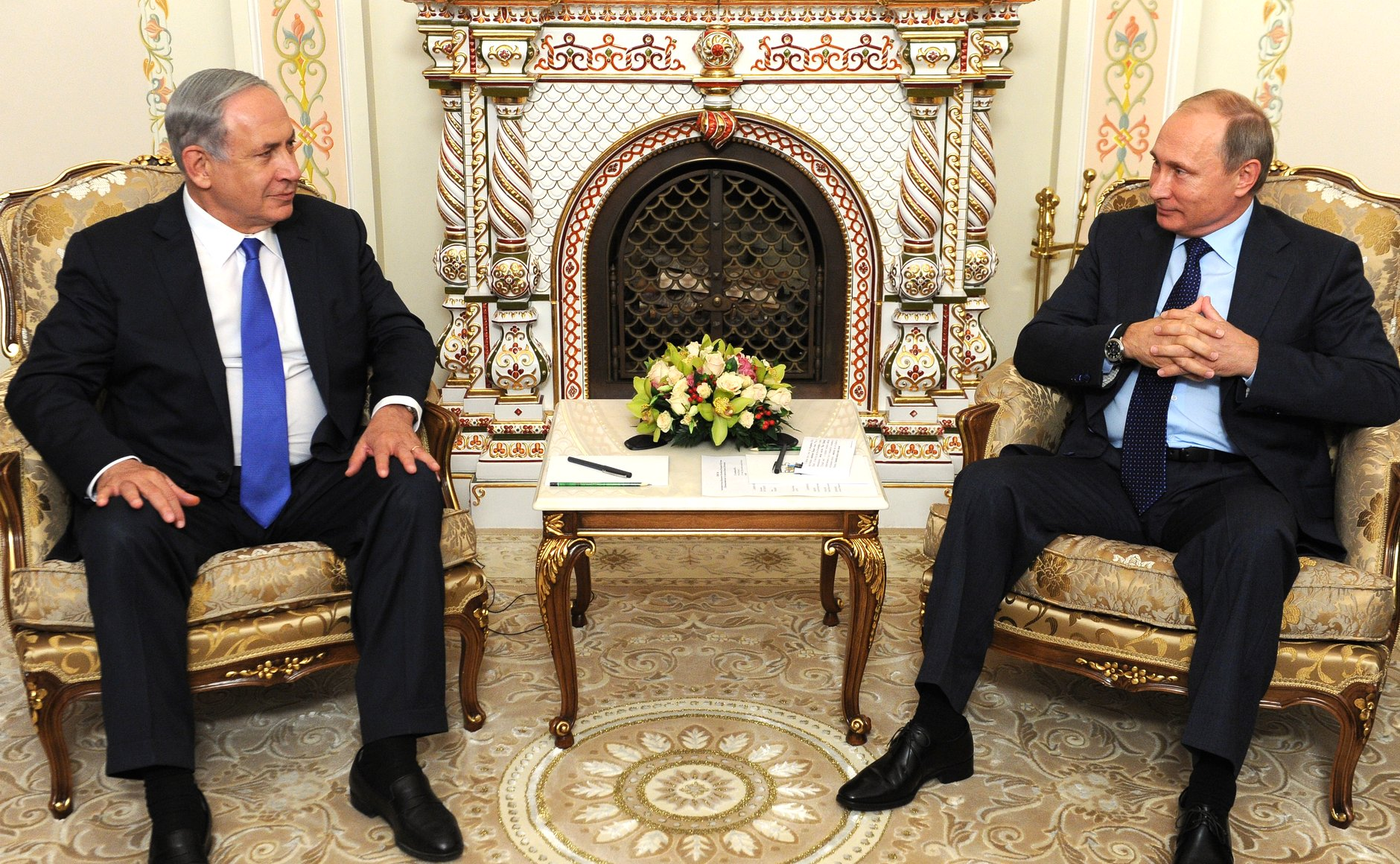
Netanyahou reçu par Poutine, le 22 septembre 2015.

Après une interruption de plus de trois décennies de leurs relations diplomatiques, les relations russo-israéliennes sont à l’heure actuelle particulièrement denses.
Dans le domaine économique, les échanges se sont considérablement développés depuis 1991, passant de 12 millions à 2,8 milliards de dollars entre 1991 et 2011. C’est dans la sphère énergétique que la coopération économique semble la plus prometteuse. Le pétrole et le gaz russes permettent à Israël de diversifier ses sources d’approvisionnement. Dans le domaine gazier, des négociations sont en cours depuis 2004 sur la prolongation vers Israël du gazoduc Blue Stream qui relie la Russie à la Turquie. Dans le domaine pétrolier, un accord russo-israélien a été signé en 2004 sur l’utilisation de l’oléoduc qui relie Ashkelon à Eilat. Les tankers russes en provenance de Novorossiisk peuvent décharger le pétrole de la Caspienne à Ashkelon. Il est ensuite transporté via l’oléoduc trans-israélien jusqu’à Eilat, puis rechargé dans des tankers pour être livré en Asie.
Sur le plan stratégique, Moscou et Jérusalem possèdent des intérêts communs. La lutte contre le terrorisme est l’un des axes essentiels de la coopération bilatérale. À partir de la deuxième guerre de Tchétchénie, déclenchée en 1999, la coopération antiterroriste se développe à travers la collaboration des services de renseignement, la formation des personnels russes aux techniques israéliennes et les ventes d’armes (Moscou a acheté des drones israéliens début 2009). En septembre 2004, le Premier ministre israélien Ariel Sharon apporte un soutien total à Vladimir Poutine lors de la prise d'otages de Beslan, alors que la gestion de la crise par le président russe est critiquée à Washington et dans certaines capitales occidentales.

##### Conflit israélo-palestinien
Le rétablissement de liens avec les Palestiniens constitue un des axes notable de la politique de réactivation des anciens réseaux soviétiques de Moscou au Proche-Orient. Ces relations n’ont jamais été rompues après 1991, même si elles avaient perdu la place qu’elles occupaient auparavant.
Vladimir Poutine a choisi d’inviter les représentants du Hamas à Moscou à la suite de la victoire du parti islamiste aux élections de 2006. Il a ainsi offert une légitimation aux adversaires du Fatah qui était pourtant l’allié privilégié de Moscou. Le leader du Hamas a été de nouveau invité à Moscou en 2007, 2008 et 2009.
Cette politique de relations « tous azimuts » ne semble pas pour l'heure avoir permis à Moscou de développer son influence et sa capacité de médiation dans le règlement du conflit israélo-palestinien, même si elle fait toujours partie du Quartet au même titre que les États-Unis, l'Union européenne et l'ONU. La diplomatie russe soutient le processus d'Annapolis et promeut activement la poursuite des pourparlers dans le cadre d'une conférence internationale qui serait organisée à Moscou.

#### Syrie
Les relations de la Russie avec la Syrie sont cimentées par une communauté de vues (opposition à l’« hégémonie » américaine et à la guerre en Irak, etc.), une perception des menaces vivace du côté syrien (qui renforce l’intérêt du recours à la Russie) et par des liens culturels anciens. Néanmoins, c’est sur la coopération militaro-technique que se focalise l’essentiel de l‘agenda entre Moscou et Damas.
À l’époque soviétique, le régime d’Hafez el-Assad a bénéficié d’importantes livraisons d’armes, au point de faire de l’armée syrienne l’une des plus puissamment équipées de la région. L’effondrement de l’URSS a laissé à la Syrie une dette conséquente à l’égard de la Russie, objet de discorde entre Moscou et Damas dans les années 1990, en plus de priver le pays de toute possibilité de moderniser son vaste arsenal. Après une amélioration des relations à l’occasion de la visite du ministre de la Défense syrien Moustafa Tlas à Moscou en 2001, un tournant diplomatique intervient en 2005 lorsque le Kremlin décide de ramener la dette syrienne de 13,4 milliards de dollars à 3,6 milliards. Le dialogue stratégique et économique se renforce depuis lors : le président syrien Bachar el-Assad a rendu visite à son homologue russe en 2005, 2006 et 2008. Au centre de ses déplacements figure la reprise de la coopération militaro-technique, contestée par Jérusalem et Washington, d’autant que cette relance s’est inscrite dans le contexte de la crise libanaise déclenchée à la suite du retrait forcé des troupes syriennes du Liban et de l’assassinat du Premier ministre Rafic Hariri en 2005. La Russie a vendu à la Syrie des missiles de défense anti-aériens à courte portée et livré des chasseurs MiG-31 E de dernier cri. En revanche, Vladimir Poutine a interdit la vente de matériels plus sophistiqués qui seraient considérés par Israël comme une menace à sa sécurité. La Russie n’a pas non plus usé de son droit de veto au Conseil de sécurité de l’ONU pour empêcher l’adoption de résolutions sur le retrait des troupes syriennes du Liban et sur l’assassinat de Rafic Hariri.
Sur un plan stratégique, la Russie entend profiter des atouts que peut lui offrir la Syrie dans sa politique moyen-orientale, les dirigeants russes considérant Damas comme un pivot incontournable en Méditerranée. En particulier, elle devrait réutiliser la base navale de Tartous abandonnée après 1991 faute de moyens. La Russie y stationne une garnison de 150 hommes. Damas offre par ailleurs des facilités logistiques aux bâtiments de guerre russes dans le port de Lattaquié, ce qui permet à Moscou de disposer d’une plate-forme de soutien pour un éventuel déploiement naval dans la région. En effet, depuis l'été 2007, le commandant en chef de la marine, l'amiral Vladimir Massorine, réfléchit au rétablissement d'une présence navale permanente en Méditerranée qu'il considère comme « une mer de la plus haute importance stratégique » et comme « une région où la puissance navale et le drapeau russe doivent être vus ». Selon les services israéliens, les Russes voudraient rajouter des navires pour soutenir le bâtiment russe stationné dans le port de Tartous (où les Russes effectuent des travaux en 2006) mais aussi à Lattaquié. Les Israéliens estiment que l'escadre serait constituée autour du croiseur lance-missiles Moskova, et craignent que les bases russes deviennent des sites de défense aérienne et des centres de renseignement électronique.

#### Turquie
La Turquie fait partie de l’OTAN et de l'OSCE, elle abrite des bases américaines à İncirlik, Izmir et Ankara. De plus, la Turquie est un allié historique important des États-Unis depuis la guerre froide du fait de sa position par rapport à l'URSS et maintenant de la Russie.
La Turquie accueille le récent BTC conjointement avec l'Azerbaïdjan et la Géorgie. Ces trois pays sont les principales nations pro-occidentales dans le Caucase, opposées à l'axe Russie-Arménie-Iran. L'intérêt de cet oléoduc pour les Occidentaux est d'accéder au pétrole de la mer Caspienne en contournant la Russie et l'Iran.
Après les premières victoires de l'armée arménienne sur l'armée azérie lors de la guerre du Haut-Karabagh, le président turc Süleyman Demirel décrète en 1993 un embargo contre l’Arménie, alliée de la Russie. La Turquie est solidaire avec les Azéris, un peuple turc, et a toujours maintenu des relations houleuses avec les Arméniens (notamment la diaspora arménienne) sur la question du génocide. L'embargo est aujourd'hui toujours en vigueur, les deux pays n'entretiennent aucune relation diplomatique officielle et la frontière reste fermée. Toutefois, le président turc s'est rendu à Erevan le 6 septembre 2008 lors d'un match de football : visite historique ayant été suivie par la venue du ministre des Affaires étrangères arménien à Istanbul pour y rencontrer son homologue. Si les tensions arméno-turques déteignent inévitablement, par le jeu des alliances, sur les relations russo-turques il est inévitable de penser que celles-ci devraient se réchauffer, comme le souhaite apparemment les deux pays ainsi que l'atteste leur volonté commune de mettre en place une plateforme de coopération et de stabilité dans le Caucase.[réf. nécessaire]
Atomstroyexport est aussi la seule firme à avoir répondu, le 24 septembre 2008, à l'appel d'offre pour la construction d'une centrale nucléaire en Turquie.

#### Arabie saoudite
Les relations avec l’Arabie saoudite ont quant à elles, souvent été tendues. Dans les années 1990, la Russie accusait le royaume saoudien de financer les mouvements séparatistes de Tchétchénie, quand l’Arabie saoudite s’inquiétait de la coopération militaire et nucléaire de Moscou avec son rival iranien. Depuis, les deux pays s’efforcent d’entretenir des relations cordiales même si des tensions existent toujours, notamment dans le domaine pétrolier.
Les relations des deux pays dans le domaine du pétrole sont à mettre en parallèle de celle de la Russie avec l’OPEP dont elle a souvent été la rivale . Le Royaume wahhabite a souvent accusé la Russie de se comporter en free rider en bénéficiant des prix élevés par la baisse de production de l’OPEP, sans baisser la sienne .

### Amérique du Nord

#### Canada
Le Canada et la Russie ont des différends concernant les frontières dans l'Arctique et l'exploitation des ressources naturelles du sous-sol.
En 2006, le Canada expulse un diplomate russe soupçonné d'espionnage.

##### Québec
Les premiers ministres Jean Charest (Québec) et Vladimir Poutine (Russie) se sont rencontrés en décembre 2009 à Moscou afin de signer une entente de coopération formelle et permanente dans les domaines de l'économie, de la culture, de l'éducation et de l'environnement.

#### États-Unis

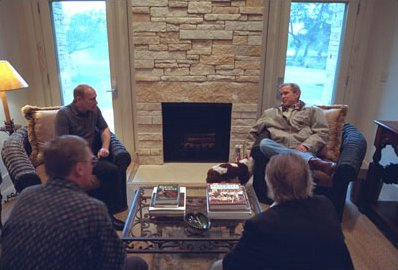
Vladimir Poutine en visite chez George W. Bush dans son ranch à Crawford.

Avec les États-Unis, les relations diplomatiques se sont refroidies après la période dite de la « Grande Alliance » à la suite des attentats du 11 septembre 2001. À l'époque, la Russie avait soutenu la « guerre contre le terrorisme » lancée par Washington, ce qui lui a permis d'inscrire la résistance tchétchène dans la catégorie des mouvements terroristes. La coopération entre les deux États s'est non seulement située au niveau des services de renseignements et de l'information mais également sur le plan militaire. Un accord tacite russe pour l'utilisation des bases militaires en Asie centrale (Ouzbékistan et Kirghizistan) par les Américains a démontré une certaine solidarité face à la mouvance terroriste entre Washington et Moscou. Le nouveau Conseil de coopération stratégique OTAN-Russie est aussitôt créé dans la foulée de cette coopération antiterroriste.
Toutefois, depuis le refus russe sur la question irakienne, les relations russo-américaines ont évolué, faisant resurgir un sentiment d'incertitudes et de méfiance mutuelle. La subtile lutte d'influence en Asie centrale, en Transcaucasie et en Europe de l'Est, entre Américains et Russes, froisse l'une ou l'autre partie. Dans la même veine, des inquiétudes ont été exprimées par Washington au sujet des relations russes avec des pays ennemis (« Axe du mal ») comme l'Iran ou la Corée du Nord. En ce sens, le dossier du nucléaire iranien sur lequel la Russie maintient une position ferme risque d'aggraver une situation déjà tendue entre les deux puissances. En début d'année 2006, le refroidissement croissant des deux nations s'est concrétisé avec le discours réprobateur prononcé à Vilnius par le vice-président américain Dick Cheney provoquant des répliques acerbes et caustiques tenues par Vladimir Poutine. Redoutant le retour en force de la Russie sur la scène internationale, les États-Unis soutiennent financièrement certains pays de l'ex-bloc soviétique ayant fait le choix de la démocratie par le biais des révolutions de velours au sein d'organisations telles que le GUAM ou la toute nouvelle l'« Alliance pour le choix démocratique », les organisations ayant comme but de contrer l'influence russe sur l'espace post-soviétique. Certains experts russes accusent l'administration américaine de procéder à « un sabotage en douceur de la politique du Kremlin via les médias », d'encourager l'élargissement de l'OTAN à l'Ukraine et à la Géorgie, et même de soutenir « les processus de désintégration dans la Fédération russe ».
En 2007, face aux projets d'installation des systèmes de défense anti-missile américains en Europe de l'Est (en Pologne et République tchèque), Poutine hausse le ton dans ses relations avec les États-Unis et l'OTAN. Son discours prononcé le 10 février 2007 devant la conférence de Munich sur la sécurité fustige le rapprochement des troupes de l'OTAN des frontières de la Russie, ainsi qu'un monde unipolaire avec « Washington pour centre de direction », qui imposerait ses lois intérieures et sa propre vision du monde à l'ensemble de la communauté internationale.
Les relations russo-américaines se sont considérablement dégradées en août 2008, à la suite de la guerre entre la Russie et la Géorgie, alliée de Washington dans l'espace ex-soviétique. En novembre 2008, la Russie dévoile son plan de déployer, d'ici 2015, les missiles de moyenne portée Iskander dans son enclave baltique de Kaliningrad pour cibler les systèmes anti-missile américains en Europe de l'Est.[réf. nécessaire]
Le 5 décembre 2008, le Traité sur la réduction des armements stratégiques offensifs START-1, signé en 1991 par l'URSS et les États-Unis, a expiré.
Avec l'arrivée du démocrate Barack Obama à la tête de la Maison Blanche, la Russie espère la normalisation des relations avec les États-Unis. Les États-Unis ont même parlé du « redémarrage » des relations entre les deux pays. Le 17 septembre 2009 l'administration Obama annonce l'abandon du projet du bouclier anti-missile en Europe, motivant la décision par une menace moindre de l'Iran et un déploiement futur d'un système de défense différent, moins coûteux et moins controversé.

### Amérique latine
L'Amérique latine - surtout les membres de l'ALBA (Venezuela, Cuba, Bolivie, Honduras, République dominicaine, Nicaragua), Haïti, l'Uruguay et l'Équateur - s'est lancée dans un rapprochement avec la Russie, considérée comme une alternative aux États-Unis. La Russie déclare ne pas avoir peur de la concurrence des pays présents dans la région (Chine et États-Unis). Certains projets concernant l'Amérique latine sont réalisés conjointement par la Russie et la Chine.

#### Venezuela

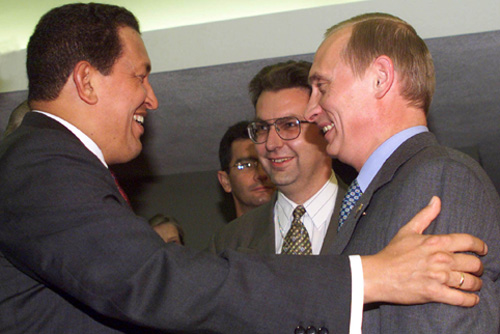
Vladimir Poutine et Hugo Chávez

La présidence vénézuélienne d'Hugo Chávez s'est construite dans la volonté bolivarienne d'indépendance de l'Amérique latine vis-à-vis de l'hégémonie américaine. Face aux États-Unis et à la Colombie, son allié, Chávez tente de jouer la carte de la nouvelle Russie, et d'un monde multipolaire.
La Russie et le Venezuela ont conclu des accords bilatéraux dans les domaines techniques et militaires, humanitaire, économique, énergétique, bancaire, etc.
Hugo Chávez a également parlé d'alliance stratégique entre le Venezuela et la fédération de Russie au cours de son voyage officiel à Moscou, en juillet 2008.
Un accord de coopération pacifique sur le nucléaire a été signé avec le Venezuela fin novembre 2008.

#### Brésil
Depuis le début de la décennie, la Russie et le Brésil ont renforcé leurs relations bilatérales, caractérisées par des échanges commerciaux croissants et la mise en place d’une coopération dans le domaine militaire et le secteur des hautes technologies, initiée en 2003.
En 2005, durant une visite du président brésilien à Moscou, Poutine et Lula ont conclu une alliance stratégique, ainsi qu’un accord entre l’Agence spatiale brésilienne et Roskosmos.
En novembre 2008, lors de la tournée sud-américaine du président Medvedev, les deux pays ont signé un accord sur la suppression des visas et sur une coopération dans les industries aérospatiale, nucléaire et militaire. En avril 2010, l’armée de l’air brésilienne a acquis trois hélicoptères d’attaques Mi-35 russes.[réf. nécessaire]
Le dialogue russo-brésilien est également à replacer dans le cadre des forums du BRIC, qui permettent aux deux pays, outre d’insister sur leur potentiel économique, de trouver une résonance médiatique à leur projet de « monde multipolaire ».

#### Nicaragua
Le Nicaragua est le deuxième État à reconnaître officiellement l'indépendance de l'Abkhazie et de l'Ossétie du Sud, après la Russie, à la suite de la deuxième guerre d'Ossétie du Sud.

#### Cuba

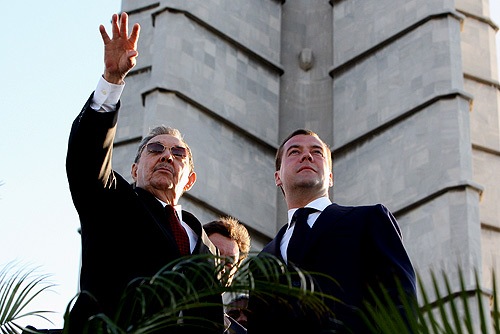
Medvedev et Raúl Castro.

Ancien allié de l'URSS, Cuba (aujourd'hui gouvernée par Raúl Castro) a beaucoup souffert de la fin de la guerre froide. L'alliance militaire avec Moscou a progressivement été réduite pour finalement disparaître. Cuba souffre de l'embargo américain et opère un rapprochement idéologique avec le Venezuela d'Hugo Chávez. La fédération de Russie, depuis le retour d'une croissance importante et régulière, définit à nouveau ses systèmes d'alliance. Elle soutient à nouveau le régime castriste.
La Russie et Cuba ont conclu des accords bilatéraux dans les domaines techniques et militaires, humanitaire, économique, énergétique, aérospatial, etc.
En effet, en 2008, un accord russo-cubain sur la fourniture de technologie spatiale civile à Cuba est signé et un projet de construction à terme d'un centre spatial sur le sol cubain, sous la responsabilité de l'Agence spatiale russe Roskosmos est mis en place.

#### Équateur
La Russie, avec son immense marché, occupe une place prioritaire dans la politique étrangère de l'Équateur. Les deux États ont entamé une étroite coopération (économique, commercial, pétrolière, militaire et bancaire, etc.).
L'Équateur est un partenaire commercial important de la Russie en Amérique latine.

#### Pérou
La Russie et le Pérou ont engagé un rapprochement. En effet, la Russie a conclu avec le Pérou des accords bilatéraux dans les domaines technique, militaire, humanitaire, économique, etc.

### Organisations multilatérales et forums internationaux

#### Organisation de coopération de Shanghai

Carte de l’Organisation de coopération de Shanghai.

L'OCS, dont l'Inde est devenu membre observateur, s'inscrit dans cette nouvelle alliance eurasiatique. Ce triangle Russie-Chine-Inde se transforme en une structure de plus en plus solide. En effet, des exercices militaires conjoints avec la Chine (Mission de Paix 2005) ont remporté un vif succès et New Delhi a déjà fait savoir qu'elle serait intéressée à participer à des exercices similaires (Indra 2009). Le maintien de la stabilité en Asie centrale et la sécurité des voies maritimes de transport d’hydrocarbures semblent être les objectifs les plus primordiaux de ce rapprochement eurasiatique. Un autre point de convergence des intérêts des trois pays est la lutte contre le terrorisme international. Le Caucase pour la Russie, le Cachemire pour l'Inde et le Xinjiang pour la Chine sont des régions abritant une mouvance islamique extrémiste et fondamentaliste. Plus globalement, ces relations triangulaires inter-étatiques, en permettant d'établir un partenariat militaire, unissent ces trois États dans leur volonté de mettre un terme à la stratégie américaine du monde unipolaire en créant une véritable force régionale. Le développement économique rapide de l'Inde et par conséquent ses besoins croissants en énergie ont permis à Moscou de conclure des accords pesant plusieurs milliards de dollars, ce qui a fait de la Russie l'un des plus importants partenaires de l'Inde non seulement dans le secteur énergétique mais aussi en matière de défense et de recherche spatiale. Il est de plus en plus évident que la Russie tente d'attirer ce pays géant dans la sphère de ses intérêts géopolitiques et économiques, rapprochant le moment de l'adhésion indienne à l'OCS.
Avec la Chine et l'Inde, la Russie entre dans une phase de relations sans précédent. Une déclaration conjointe signée par Pékin, New Delhi et Moscou a formulé la nécessité d'établir une stratégie globale de développement en Eurasie reposant à la fois sur la confiance et le profit mutuels, l'égalité et la coordination.

#### Organisation mondiale du commerce
La Russie négocie depuis 1993 son adhésion à l'Organisation mondiale du commerce. Il s'agit du seul pays membre du G-20 à ne pas en faire partie. Son adhésion, envisagée dès 2006, n'a pas abouti en raison des freins politiques que certains pays alors en froid avec Moscou exerçaient (ou exercent) à l'égard de la Russie, notamment la Géorgie et l'Ukraine.
Depuis son accession au Kremlin en 2008, Dmitri Medvedev a fait de l'entrée de la Russie dans l'OMC l'une des priorités de politique étrangère de son mandat, fondé sur l'intégration de la Russie dans le commerce international et la modernisation de l'économie russe.
La prise de position de D. Medvedev se heurte aux déclarations du Premier ministre Vladimir Poutine, qui livre, à intervalles réguliers, des propos relativement critiques sur le retard de l'intégration de la Russie à l'OMC. Ainsi, en mars 2009, V. Poutine a déploré devant la secrétaire d'État américaine Hillary Clinton la lenteur des négociations avec les États-Unis sur l'adhésion de la Russie à l'OMC. Le président russe avait vertement critiqué dans le passé le refus de Washington d'abolir l'amendement Jackson-Vanik de 1974, un texte datant de la guerre froide et qui limite les relations commerciales russo-américaines, le qualifiant d'« anachronisme ». La levée de ce texte est une condition nécessaire à l'entrée de la Russie dans l'OMC.

#### Organisation du traité de l'Atlantique Nord
Dans ses relations avec l'OTAN, la Russie est surtout préoccupée des problèmes du déploiement en Europe d'éléments du bouclier antimissile américain (ABM), aujourd'hui abandonné par l'administration Obama, du Traité sur les forces conventionnelles en Europe (FCE), de l'indépendance du Kosovo et de l'éventualité de l'élargissement de l'OTAN à certains États postsoviétiques (Ukraine et Géorgie, notamment).
Face aux changements de la donne géostratégique en Europe, le 12 décembre 2007, la Russie suspend l'application du FCE ce qui crée un remous au sein de l'OTAN et à Washington.[réf. nécessaire]
Lors de la réunion de l'OTAN d'avril 2008 à Bucarest, alors qu'invité pour discuter de l'autorisation du transport logistique de matériel non militaire sur le sol russe, Poutine a déclaré que l'élargissement de l'OTAN vers les ex-républiques de l'URSS constituait une menace pour la Russie. En parlant de l'Ukraine, il a notamment précisé que son éventuelle adhésion à l'OTAN ne va pas constituer une garantie pour sa démocratisation.
À la suite de la guerre d'Ossétie du Sud, provoquée par la Géorgie durant l'été 2008, la Russie a violemment riposté et a pris militairement positions sur une partie du territoire, la Russie et l'OTAN ont décidé de geler leur coopération militaire jusqu'à ce que la crise en Géorgie soit « résolue »,.

#### Union européenne
La Russie dispose d'un espace frontalier avec l'UE depuis 1995 (adhésion de la Finlande). Les pays de l'UE ne disposant pas d'une politique extérieure commune et unique, celle-ci est décidée au niveau bilatéral entre Moscou et chaque pays concerné.
L'élargissement de l'Union européenne entre parfois en conflit avec certains intérêts russes (notamment en Ukraine ou en Biélorussie). L'exclave russe de Kaliningrad, entre la Pologne et la Lituanie, devient dans ce cadre l'objet de préoccupation pour l'UE.
Du point de vue économique, l'Union européenne est le premier partenaire commercial de la Russie et représente plus de 50 % de son commerce extérieur. Au sein de l'Union européenne, l'Allemagne est le premier partenaire commercial, loin devant l'Italie et la France. La Russie est notamment le principal fournisseur d'énergie de l'Europe.
Les négociations politiques entre Moscou et Bruxelles, entre autres, dans le cadre du Sommet UE-Russie, sont souvent longues et ardues sur pratiquement toutes les questions depuis le jour où l'Union européenne a admis dans ses rangs ses anciens satellites. L'embargo russe sur la viande de provenance de Pologne en 2006-2007 fut à l'origine du veto polonais à la signature de l'accord UE-Russie, mettant les négociations entre les deux partenaires dans une impasse et conduisant au refus de renégocier un nouvel accord de partenariat et de coopération (APC) en vigueur depuis 1997.
Début 2008, les divergences entre la Russie et l'Union européenne sur la question de l'indépendance de la province serbe de Kosovo se sont également exacerbées. La majorité de membres de l’Union européenne soutenaient l’indépendance de la province, alors que Moscou s'y opposait, affirmant que cette indépendance était contraire au principe de l’unité territoriale serbe et à la résolution 1244 du Conseil de sécurité des Nations unies.
La présence de troupes russes en Géorgie à la suite du conflit d'août 2008 en Ossétie a conduit Bruxelles à geler les pourparlers sur le nouveau partenariat stratégique avec Moscou,. Les Vingt-Sept, et en particulier la Grande-Bretagne, la Pologne et les pays baltes, ont condamné « fermement » la décision du président Medvedev de reconnaître unilatéralement l'indépendance de l'Abkhazie et de l'Ossétie du Sud,. Le partenariat a finalement été relancé à l'hiver 2009.

##### Dépendance énergétique de l'UE

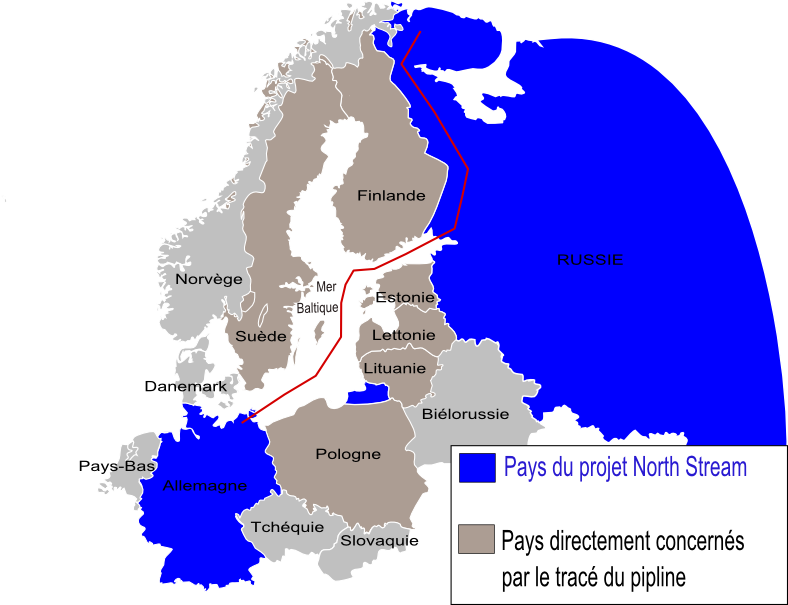
Carte du tracé du gazoduc russo-allemand Nord Stream censé résoudre le problème de transit mais suscitant le mécontentement des pays court-circuités.

La dépendance énergétique européenne a été le fer de lance de l'établissement de relations cordiales avec Moscou. Les pays baltes dépendent de Moscou à 100 % pour leur approvisionnement en gaz, la Slovaquie à 100 %, la Finlande à 100 %, la Grèce à 86,8 %, la République tchèque à 80,8 %, l'Autriche à 73,4 %, l'Allemagne à 44,9 %, la France à 26,8 %. Moscou peut donc utiliser cette dépendance énergétique pour faire pression sur les pays concernés, pression potentiellement mise en évidence par les conflits gaziers avec l'Ukraine. La Russie, quant à elle, refuse de signer la Charte énergétique européenne qu'elle juge discriminatoire à son égard. La construction d'un gazoduc via la mer Baltique a été lancée avec l'appui de Berlin, contournant la Pologne et l'Ukraine. La remise en service des pipelines qui débouchaient dans la mer Adriatique via la Croatie et le Monténégro ou encore ceux qui conduisaient en mer Blanche et sur golfe de Finlande s'ajoutent également à la liste grandissante des pipelines à destination de l'Europe.

##### L'Axe Paris-Berlin-Moscou (2003-2006)
Cet axe représentait la position des trois pays (Allemagne, France et Russie) contre celle des États-Unis par rapport à la guerre d'Irak. Durant cette période, des sommets, des rencontres et des actes de coopération se mirent en place. L'apparition de Angela Merkel à la chancellerie allemande causa la fin de l'Axe.

## Autres particularités de la politique étrangère russe

### Panslavisme
La fédération de Russie n'a, du moins officiellement, pas utilisé la doctrine panslave dans sa politique extérieure. Cependant, les nationalistes russes et les communistes ont joué la carte d'influence culturelle et linguistique russe pour promouvoir l'idée d'union entre les anciennes républiques soviétiques voire la restauration de l'Union soviétique. Le parti d'extrême droite nationaliste russe, le Parti libéral-démocrate de Russie, ainsi que le parti d'extrême gauche nationaliste russe, le Parti national-bolchevique, ont même prôné le retour par la force à une forme de l'Empire russe faisant preuve de chauvinisme et de xénophobie.
Sur le plan officiel, la Russie s'est par ailleurs engagée dans un rapprochement poussé avec la Biélorussie en vue de créer avec elle une union de type confédéral. Les liens entre la Russie, la Bulgarie et la Serbie restent également encore assez marqués par la doctrine panslave.

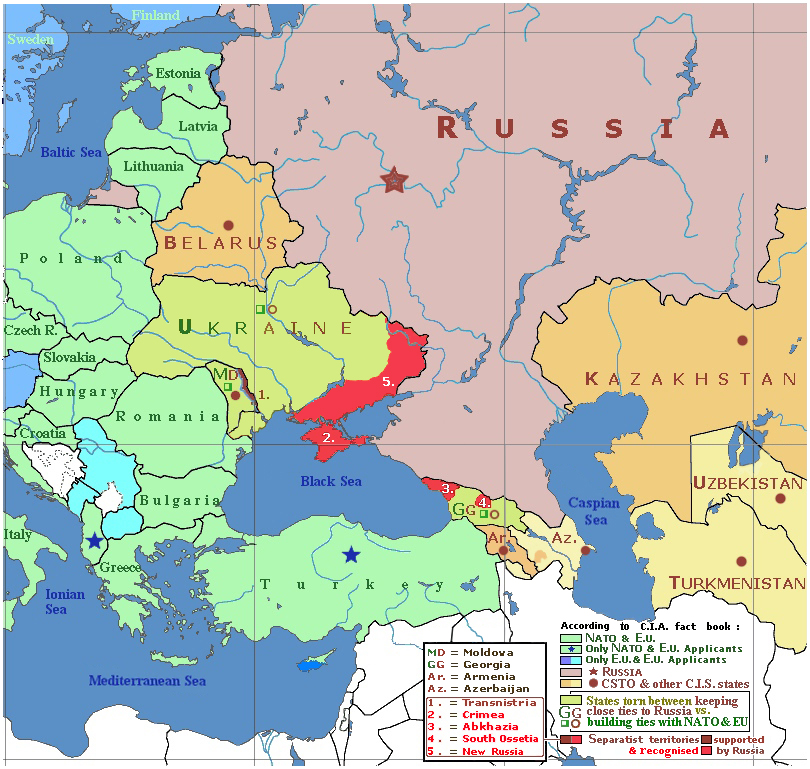
La mer Noire dans le jeu géostratégique entre Russie et OTAN, entre la CEI et l'UE.

### Élargissement de l'accès à la mer Noire
À la fin de l'URSS, l'accès de la Russie à la mer Noire a été limité au littoral de la seule République russe, la base de Sébastopol se retrouvant en territoire ukrainien et étant louée à ce pays.

La limite de la région arctique.

### Revendications russes en Arctique
Dotée de la plus longue frontière arctique, la Russie mène depuis le début des années 2000 une politique revendicative dans la région du Grand Nord. À la différence de la période de la guerre froide pendant laquelle elle était un no man’s land, l’Arctique revêt, avec le regain des tensions russo-américaines depuis 2003-2004, une dimension stratégique certaine.
En 2001, Moscou a déposé devant l'ONU une demande de fixation des limites extérieures de son plateau continental en Arctique (les dorsales Lomonossov et Mendeleïev), qu’elle considère comme un prolongement du plateau de la Sibérie occidentale. Elle affirme ainsi ses revendications, contestées par les états riverains du cercle polaire (Canada, États-Unis, Norvège, Danemark), qui ne souhaitent pas voir la Russie étendre de plus de 1 million de km2 sa zone de souveraineté sur les ressources sous-marines. En effet, la région arctique est riche en hydrocarbures. Selon le US Geological Survey, le Grand Nord pourrait receler 13 % du pétrole et 30 % du gaz non découverts dans le monde. En outre, en raison des étés libres de glaces à partir de 2015, de nouvelles voies maritimes seront accessibles, en particulier le passage du Nord-Ouest (souveraineté défendue par la Canada) et la voie maritime du nord (souveraineté défendue par la Russie).
La commission onusienne des limites du plateau continental (chargée de définir les limites du plateau continental conformément à la Convention des Nations unies sur le droit de la mer de 1982), a conclu que les données fournies par Moscou ne suffisaient pas pour considérer les zones de l'océan Arctique indiquées comme faisant partie du plateau continental russe, et a recommandé une étude complémentaire. En juillet 2007, une expédition polaire russe a effectué une plongée inédite à −4 200 m de profondeur dans l'océan Arctique afin de collecter des preuves supplémentaires permettant d'appuyer les revendications russes. Un drapeau russe y a également été symboliquement planté.
Plus globalement, ces démarches de la Russie illustrent que l'Arctique tend à devenir une composante à part entière de la politique extérieure russe. Le président Medvedev a ainsi identifié l'Arctique à l'« héritage national » [russe], affirmant « nous devons protéger sur le long terme les intérêts nationaux de la Russie dans l'Arctique. » De même, la "Stratégie de sécurité nationale pour 2020" a ajouté le Grand Nord au rang de ses priorités, l'identifiant comme un lieu de potentiel conflit militaire, notamment en raison de son abondance en ressources énergétiques.
Certains pays, experts et médias ont dépeint les manœuvres russes dans la région comme agressives, se concentrant sur l'aspect militaire de la politique russe envers l'Arctique. En réalité, l'approche de Moscou vis-à-vis de l'Arctique est plus complexe et multidimensionnelle, reflétant non seulement les nombreux intérêts de la Russie dans la région mais aussi l'influence de facteurs inhérents à la politique étrangère russe. En avril 2009, le secrétaire général du Conseil de sécurité russe, Nikolaï Patrouchev, a déclaré que son pays ne participerait pas à la militarisation de l’Arctique, préférant axer sa stratégie sur le développement économique de la région à l’horizon 2020.
Toutefois, le ministère de la Défense russe a annoncé qu'une brigade de commandement interarmées stratégique conçue pour l'Arctique sera formée à la fin mars 2015 alors qu'une seconde brigade devrait se déployer en Iamalie et Nouvelle-Zemble.[réf. nécessaire]

### L'activation d'outils de «soft power»
Depuis 2004 et la dégradation de son image en Occident, la Russie manifeste une volonté d'améliorer son image et de maintenir son rôle de puissance centrale dans la zone postsoviétique au moyen d’outils de « soft power » et de diplomatie publique dont la mise en œuvre a été favorisée par une croissance économique forte (jusqu’à la crise mondiale).
Cependant, cet effort de soft power se manifeste en parallèle du raidissement de la politique étrangère russe, notamment par le recours à la contrainte et à la force avec deux points d’orgue : les crises gazières avec l’Ukraine (en janvier 2006 et 2009) et la guerre en Géorgie en août 2008.
Dans la foulée de son retour à la présidence peu après les grandes manifestations de l'hiver 2011-2012, Vladimir Poutine décide de renforcer sa propagande à l'étranger en développant l'audience des médias RT et Sputnik, mais aussi en soutenant l'activisme sur les forums de discussions sur internet.

### Internet
La Russie mène une politique d'influence traditionnelle auprès des acteurs institutionnels d'internet, notamment l'Union internationale des télécommunications, organisme onusien dont Moscou demande qu'il soit plus influent sur la gouvernance d'internet, ainsi que Governmental Advisory Committee qui est le comité consultatif pour les gouvernements auprès de l'ICANN, l'association de droit américain gérant les noms de domaines. La Russie conteste ce qu'elle considère comme la mainmise américaine sur les infrastructures et le Web ; pour elle, Google et le département d’État ne font qu'un, la firme de Mountain View étant considérée comme au service du soft power des États-Unis. La Chine est traditionnellement proche des positions russes, même si elle s'est lancée dans une politique de re-territorialisation numérique beaucoup plus poussée. La Russie compte aussi sur le soutien des pays du BRICS, des pays arabes (Algérie, Arabie saoudite, Émirats arabes unis), de la Turquie, voire de l'Iran,.